# Walygator Grand Est
Cet article concerne le parc d'attractions lorrain. Pour la série télévisée d'animation, voir Wally Gator.
Ne doit pas être confondu avec Walygator Sud-Ouest.
Walygator Grand Est, anciennement Big Bang Schtroumpf, Walibi Schtroumpf, Walibi Lorraine puis Walygator Parc, est un parc d'attractions situé sur la commune française de Maizières-lès-Metz dans le département de la Moselle, en région Grand Est. Le parc est géré par Aspro Parks depuis 2016.

## Situation géographique
Walygator Grand Est est situé au cœur de la Lorraine, à 15 km au nord de Metz. Il se situe au carrefour du Luxembourg, du sud de la Belgique et de la Sarre allemande, dans une zone peuplée de 9,8 millions d’habitants dans un rayon de 180 km. Il est accessible en train grâce à sa propre gare ainsi qu'en voiture par l'A4 ou l'A31.

## Historique

Ancien logo.

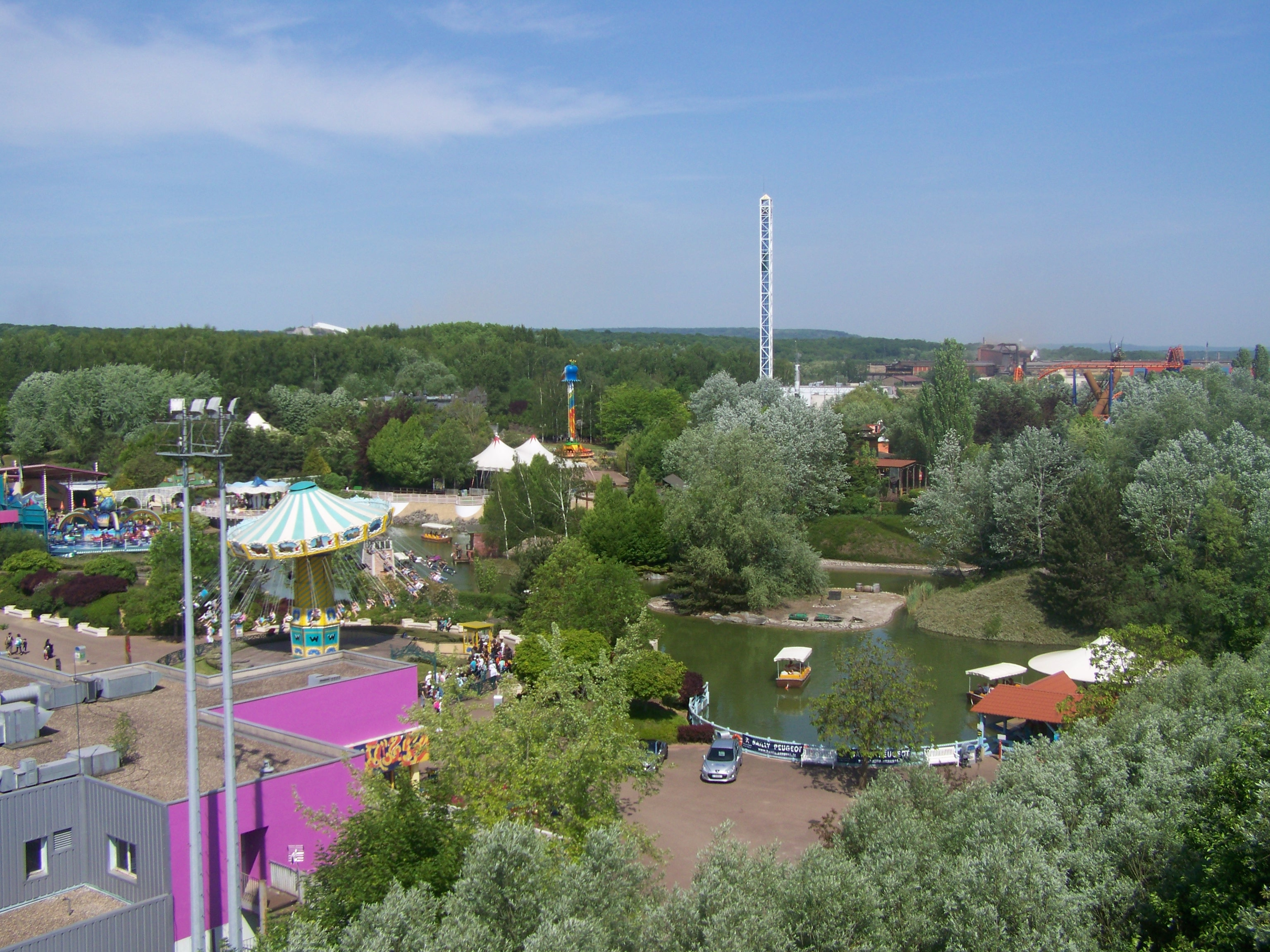
Vue de la grande roue

- 1989, ouverture des portes sous le nom de Big Bang Schtroumpf[3].
- 1991, le groupe Walibi devient le nouveau propriétaire.
- 1998, deuxième changement de propriétaire, le parc est racheté par Premier Parks. Cette société se rebaptise Six Flags en 2000.
- 2004, le parc devient la propriété de Star Parks, constituée autour de l'investisseur Palamon[4].
- 2006, Star Parks revend le site à deux forains français[5] : Claude et Didier Le Douarin. La licence Walibi est accordée jusqu'à la fin de la saison 2006. Les Le Douarin annoncent en août 2006 le nouveau nom du parc : Walygator Parc[6]. Il ferme le 31 octobre 2006 et rouvre le 6 avril 2007 sous le nom de Walygator Parc avec de nombreux changements.
- 2010, le parc ouvre The Monster, des montagnes russes inversées du constructeur Bolliger & Mabillard en provenance du parc Expoland au Japon, premier modèle Bolliger & Mabillard sur le sol français[7].
- 2012, il est placé en redressement judiciaire par la Chambre Commerciale du Tribunal de Grande Instance de Metz[8],[9]. Une période reconductible d'observation de six mois est mise en place[8]. Le 6 mars 2013, le parc a de nouveaux propriétaires, à la suite de la liquidation judiciaire. Le 1er juin 2013, le parc rouvre avec des améliorations.
- 2016, la direction cède ses parts dans le parc au groupe espagnol Aspro Parks via sa filiale luxembourgeoise CLP[10].
- 2020, à la suite de l'acquisition de Walibi Sud-Ouest et son renommage en Walygator Sud-Ouest[11], le parc change de nom et devient Walygator Grand Est.

## Le parc
À son ouverture, le parc était divisé en cinq zones à thème. Elles sont alors baptisées Metal planet, la Cité des eaux, le Continent sauvage, la place de l'Europe et le village des Schtroumpfs. Les attractions majeures sont par exemple les bouées Odisséa du constructeur CGE Alsthom Atlantique et du bureau DBE, les montagnes russes en métal Comet Space du manufacturier Vekoma et les montagnes russes en bois Anaconda du constructeur Spie Batignolles sur des plans signés William Cobb.

### Les attractions actuelles

#### Lesmontagnes russes
- Anaconda, montagnes russes en bois de William Cobb, 1989 ;
- Comet, montagnes russes en métal de Vekoma, 1989 ;
- Family Coaster, montagnes russes junior, de Pinfari, 2007 ;
- The Monster, montagnes russes inversées de Bolliger & Mabillard, 2010.

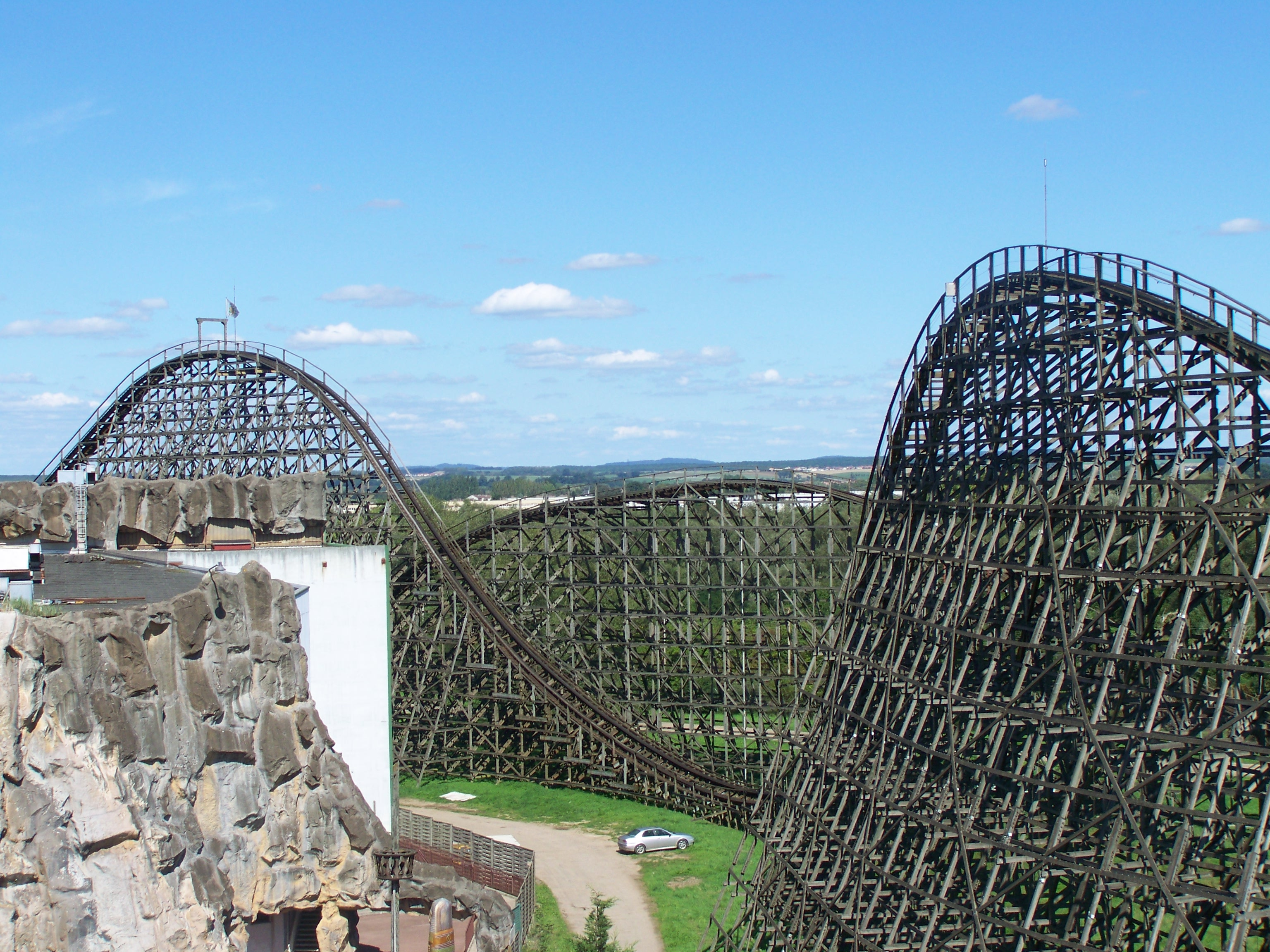
Anaconda
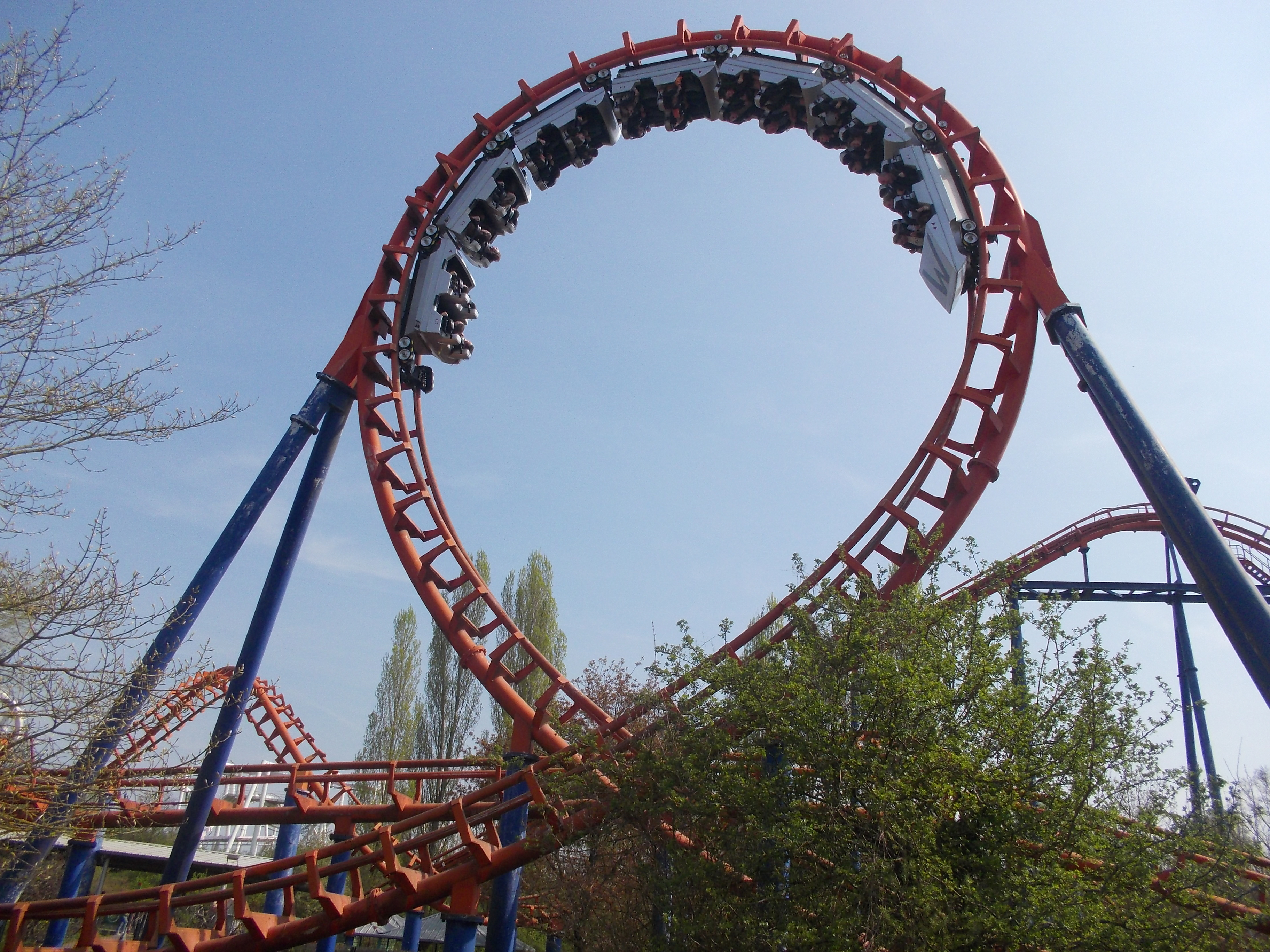
Comet
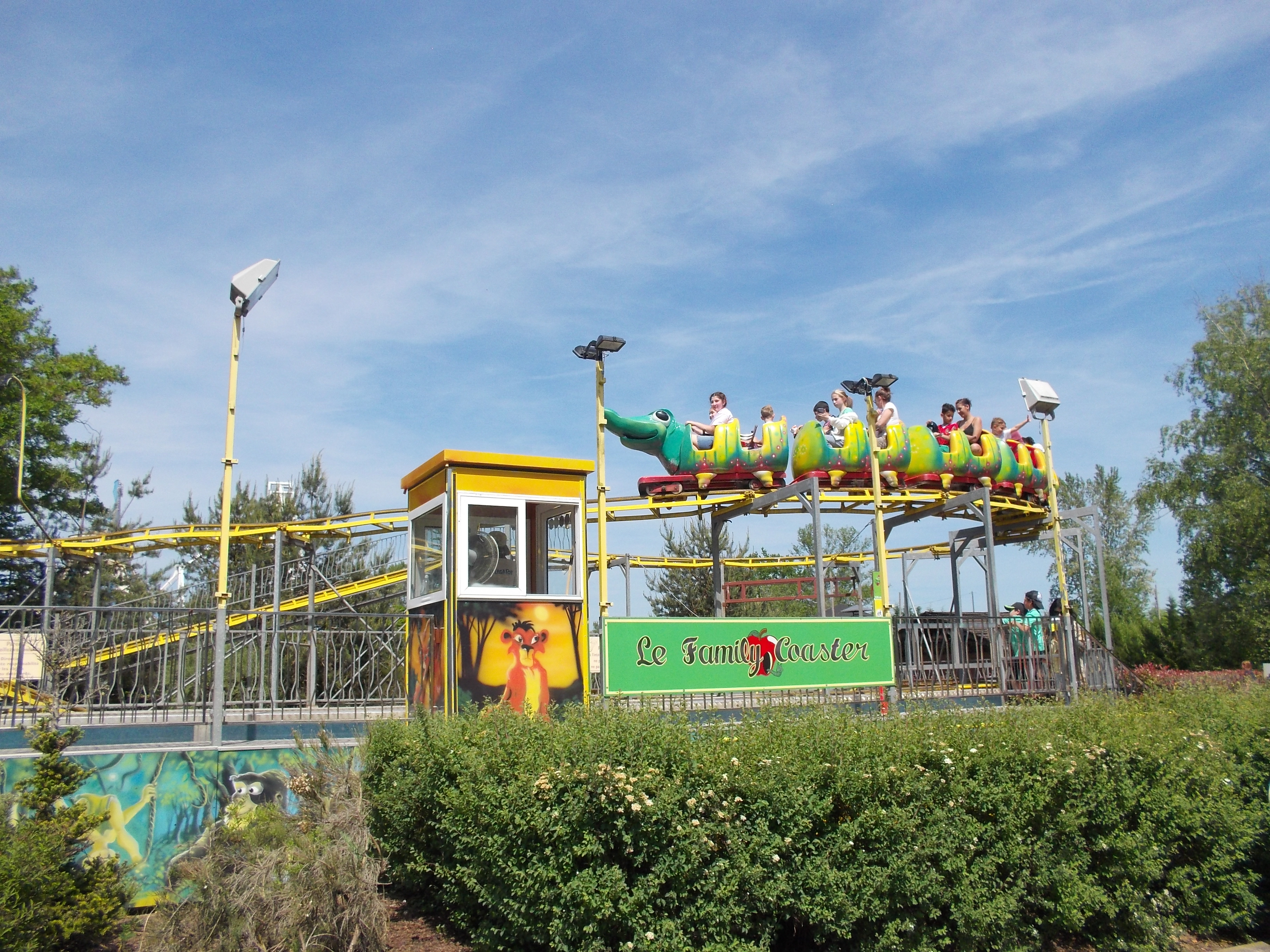
Family Coaster
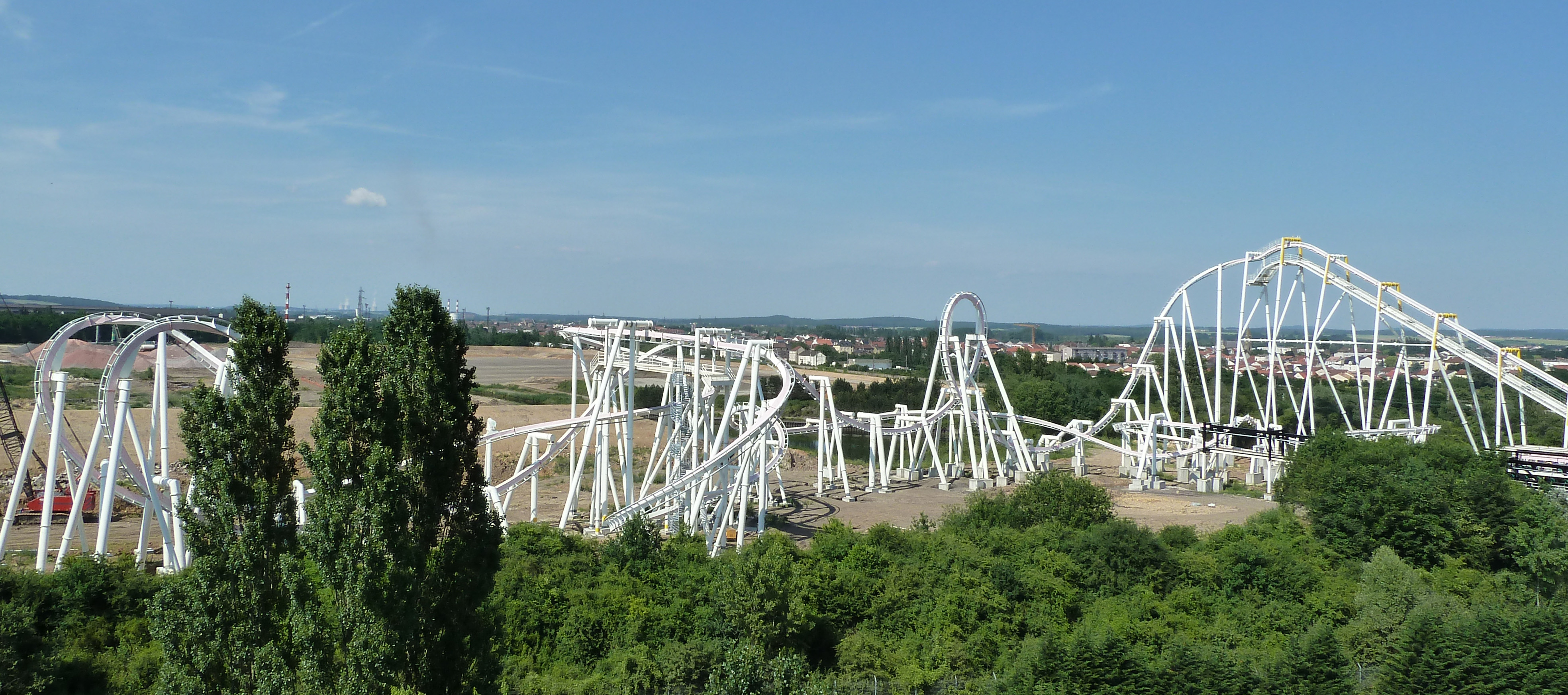
The Monster

#### Les attractions à sensations
- Caribbean boat, bateau à bascule de Huss Rides, 1992 ;
- G-Lock, Air Race de Zamperla, 2014 ;
- Space Shoot, Space Shot de S&S Worldwide, 1998[a].

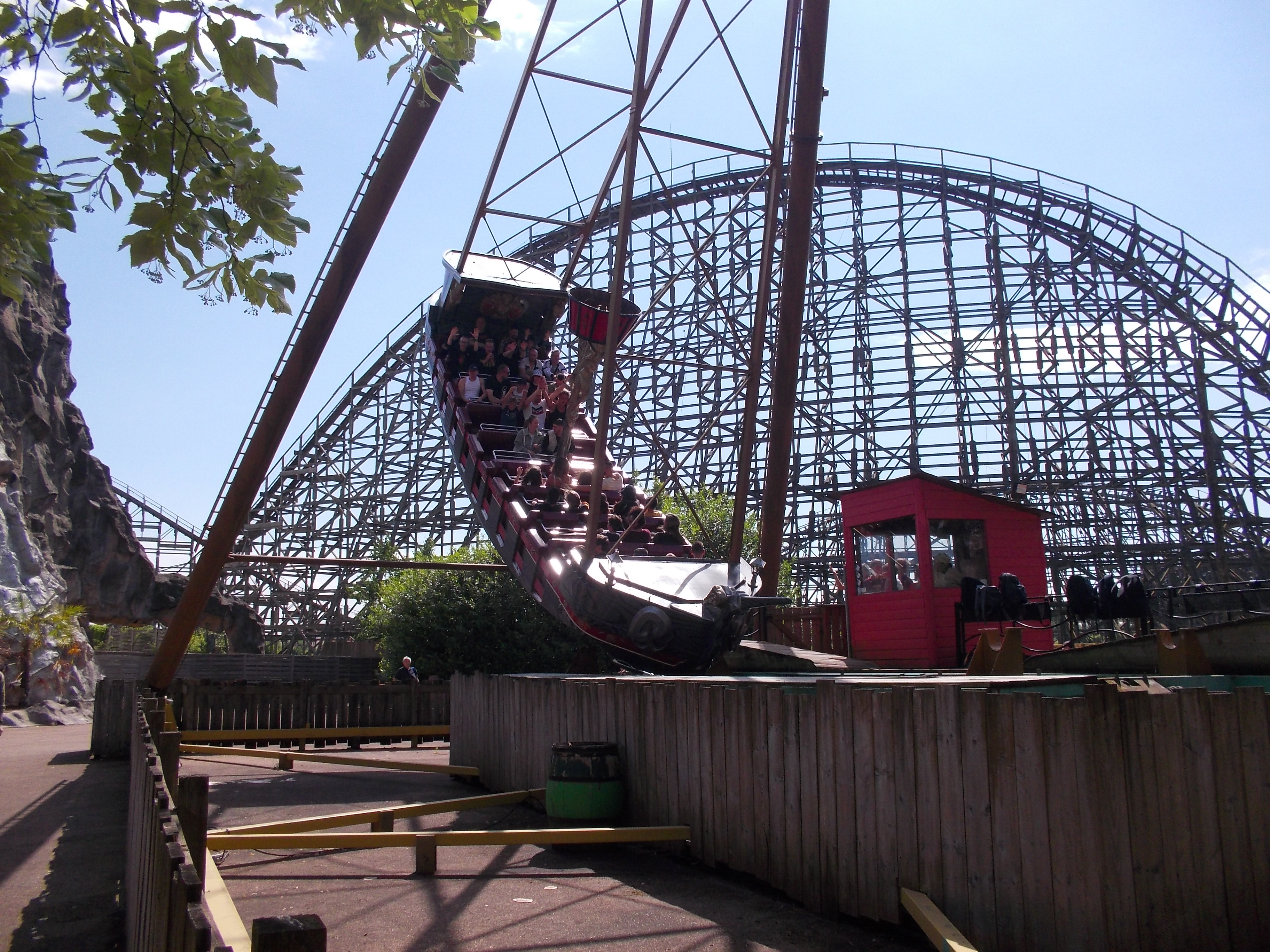
Caribean boat
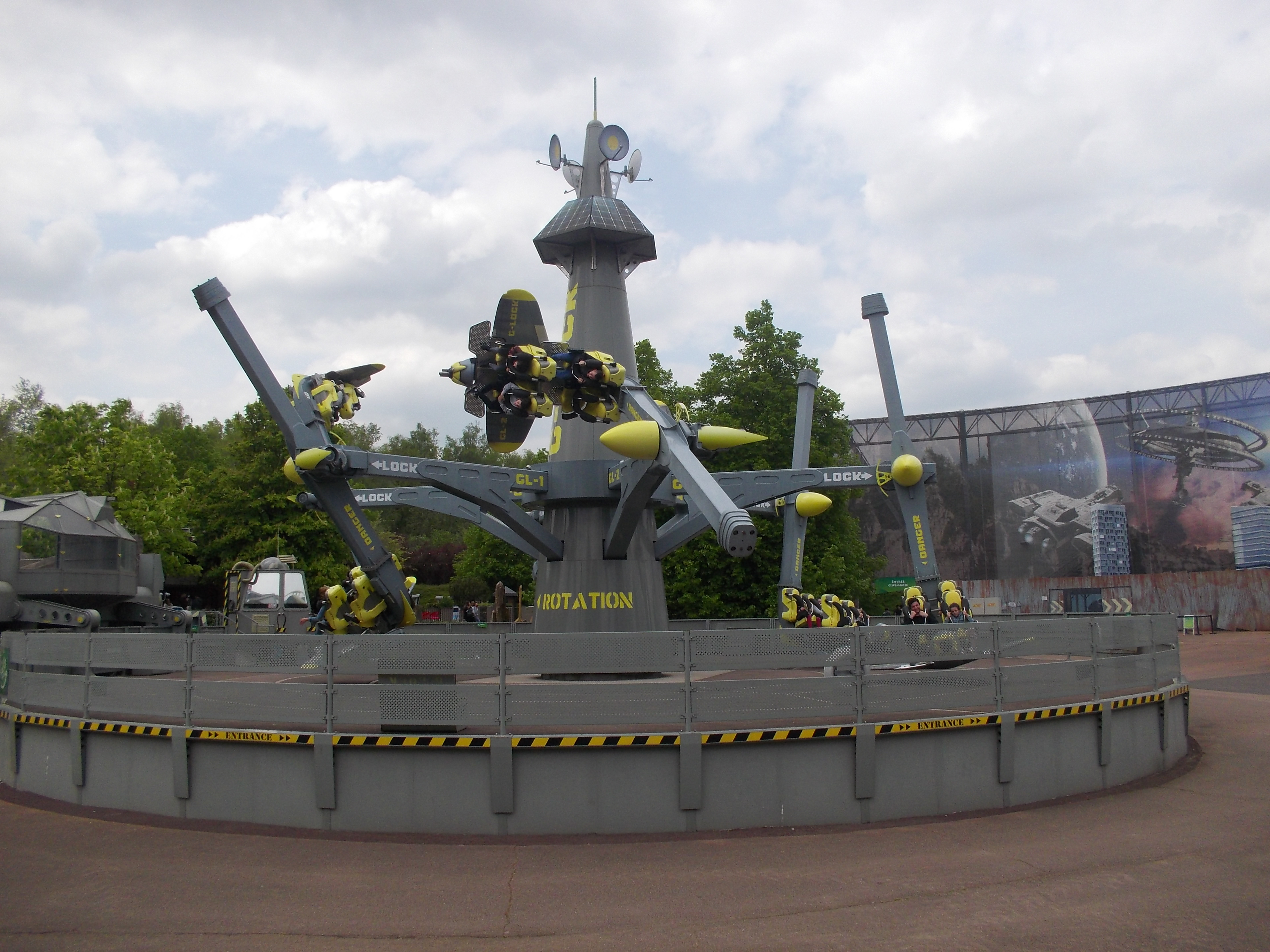
G-Lock
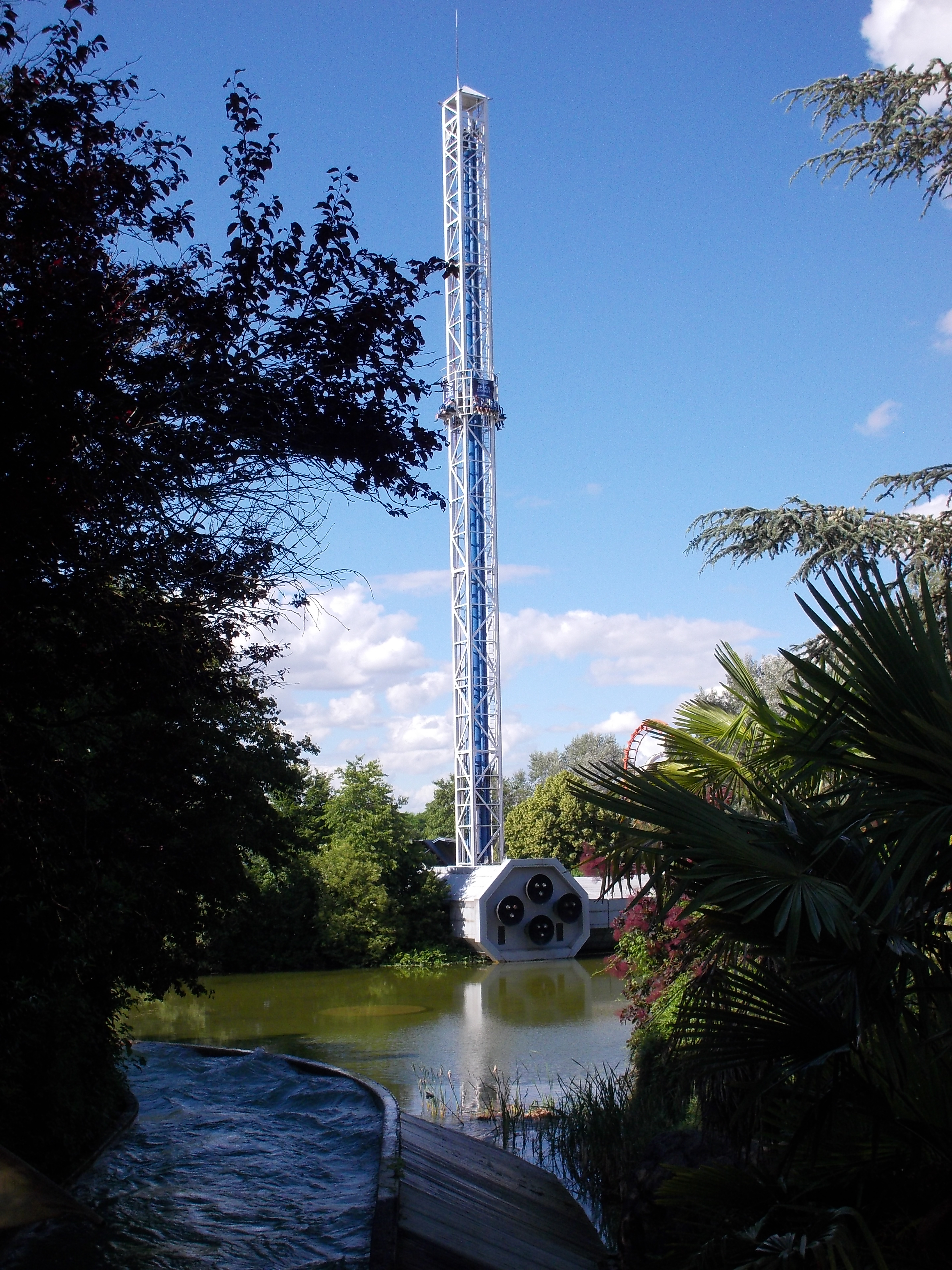
Space Shoot

#### Les attractions aquatiques
- Dino'Raft, bouées d'Alsthom et Soquet, 1989 ;
- Grizzly Falls, toboggan aquatique de Van Egdom (nl), 1991 ;
- Old River, bûches junior de Zamperla, 1989 ;
- Rivière sauvage, bûches de Soquet, 1992 ;
- Waly Boat Tour & Co, Tow boat ride de Mack Rides, 1989.

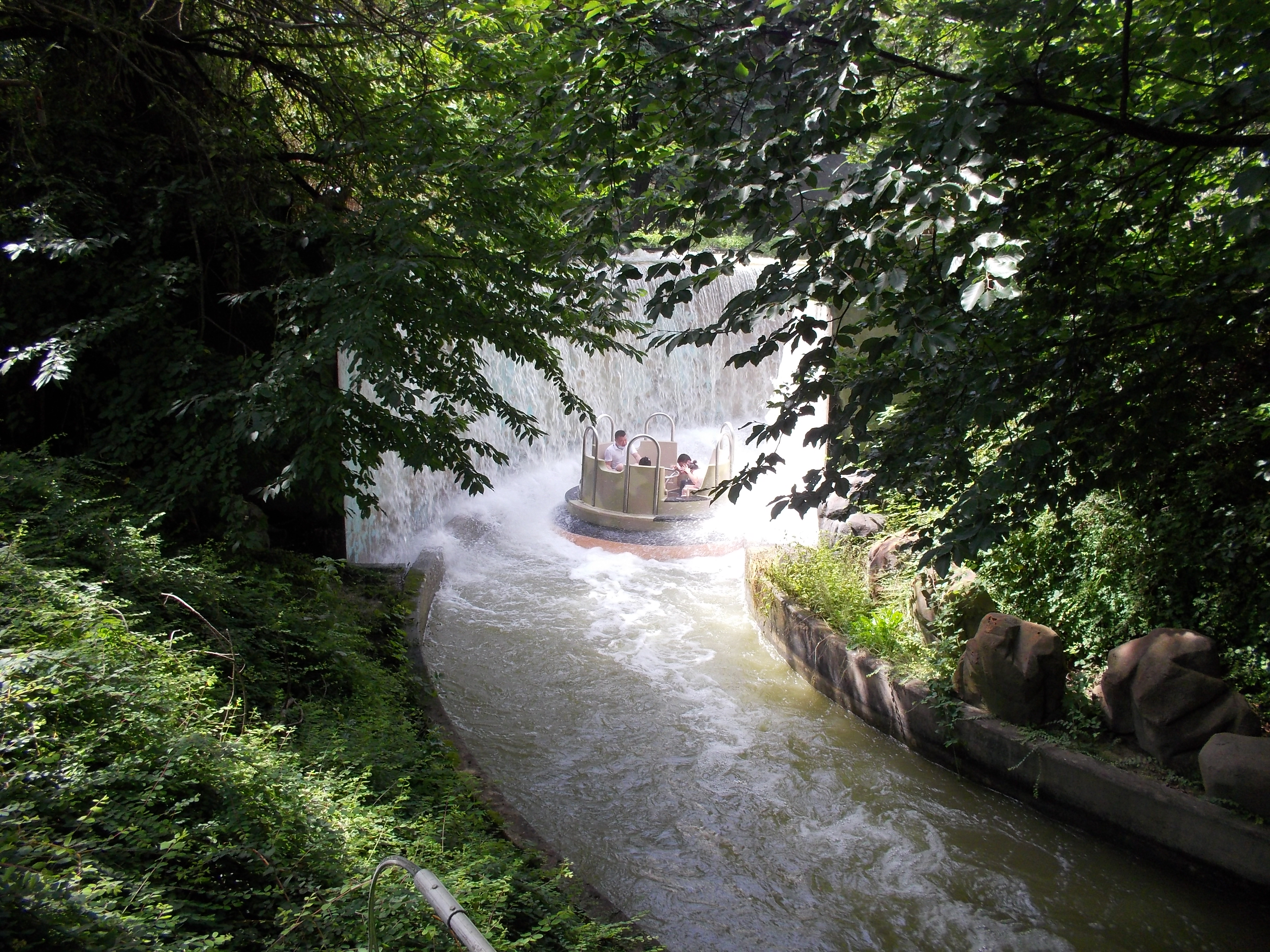
Dino'Raft
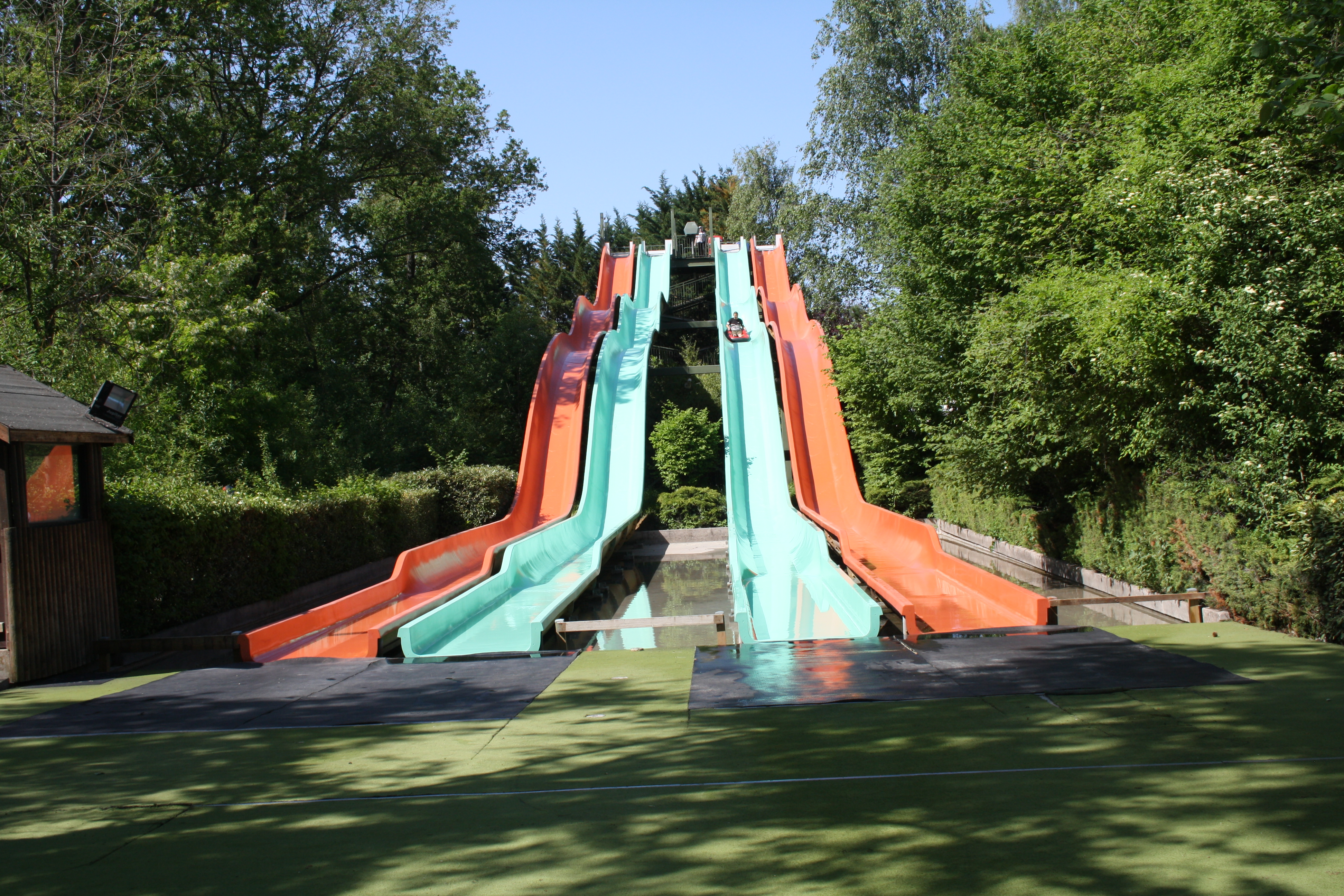
Grizzly Falls
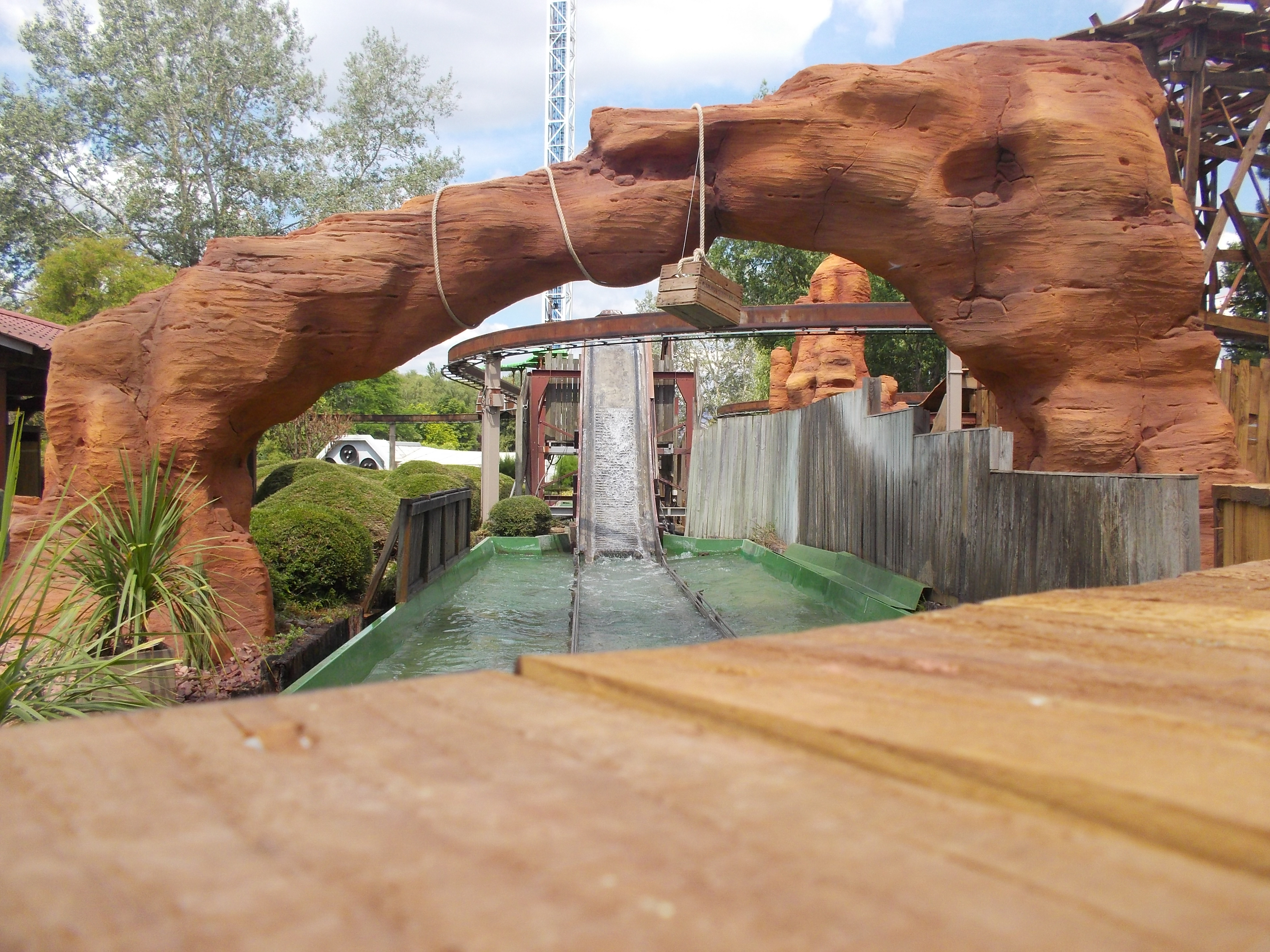
Old River
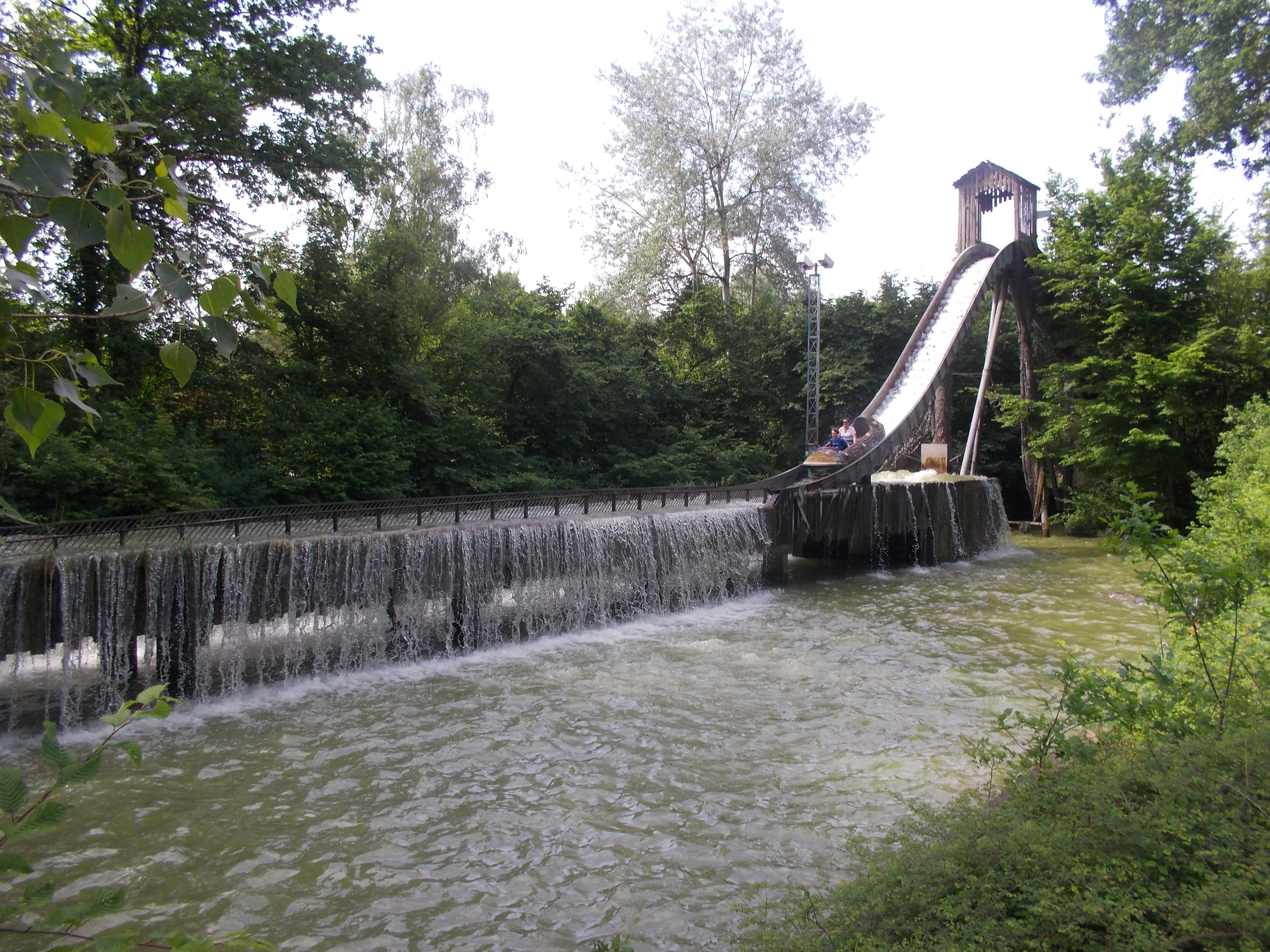
Rivière sauvage
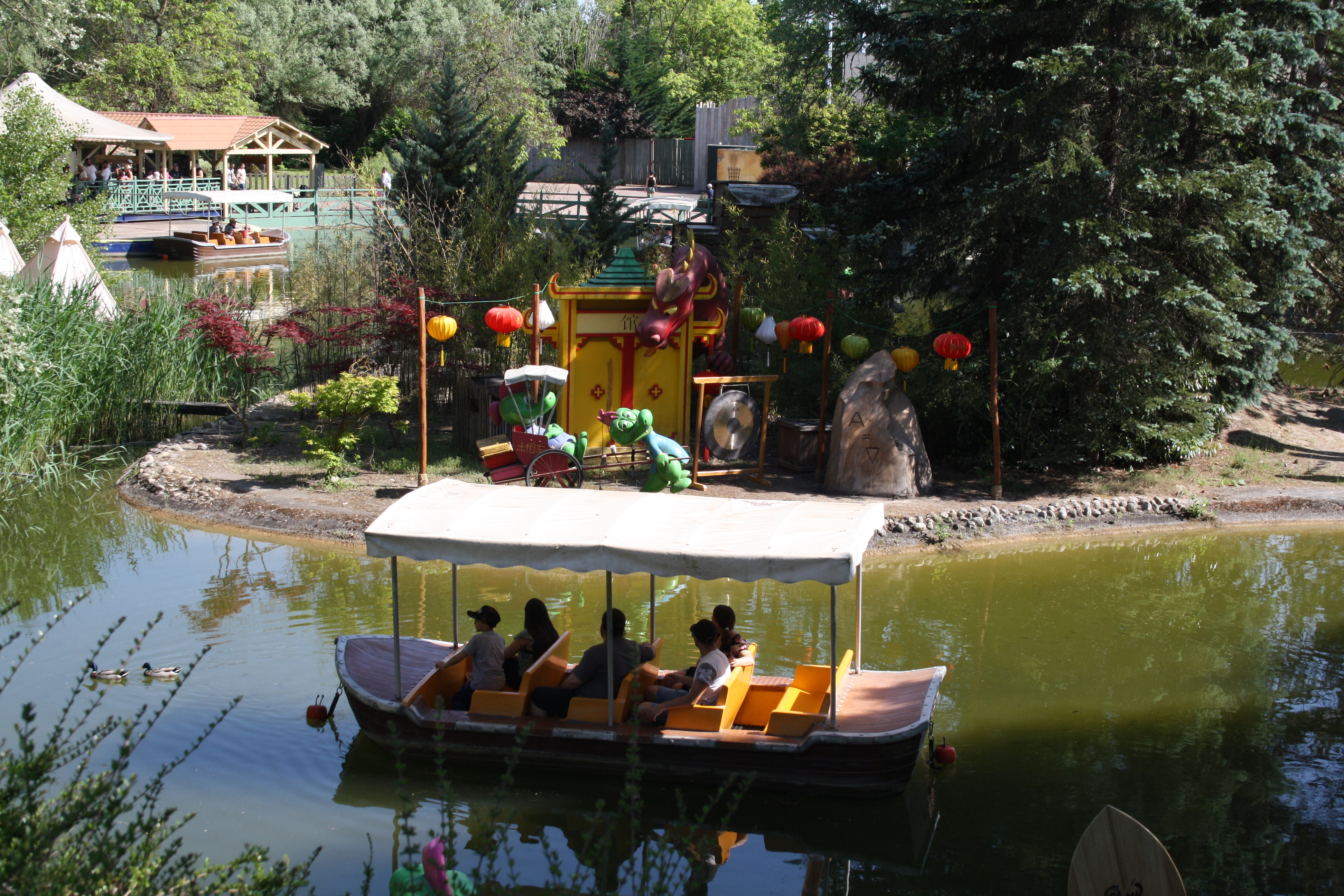
Waly Boat Tour & Co

#### Les attractions familiales
- Carrousel 1900, carrousel de Concept 1900, 2013 ;
- Dino Bike, manège Magic Bikes de Zamperla, 2015 ;
- Far West Tour, monorail de Mack Rides, 1989 ;
- Pavillon Dansant, Pavillon Dansant de Gerstlauer, 2011 ;
- Île aux Pirates, marais installés sous Big Bang Schtroumpf, 1989 ;
- Mistral, chaises volantes de Zierer, 1991 ;
- Peter Pan, Kogenfahrt / Old Train de Mack Rides, 2007 ;
- Sheriff Academy, Interactive Theatre d'Alterface, 2009 ;
- Tea Cup, tasses de Mack Rides, 1992 ;
- Terror House, maison hantée, 2007 ;
- Thunder Horses, chevaux galopants de Soquet, 2008[b] ;
- Walynosaure, Telecombat de Zamperla, 1989.

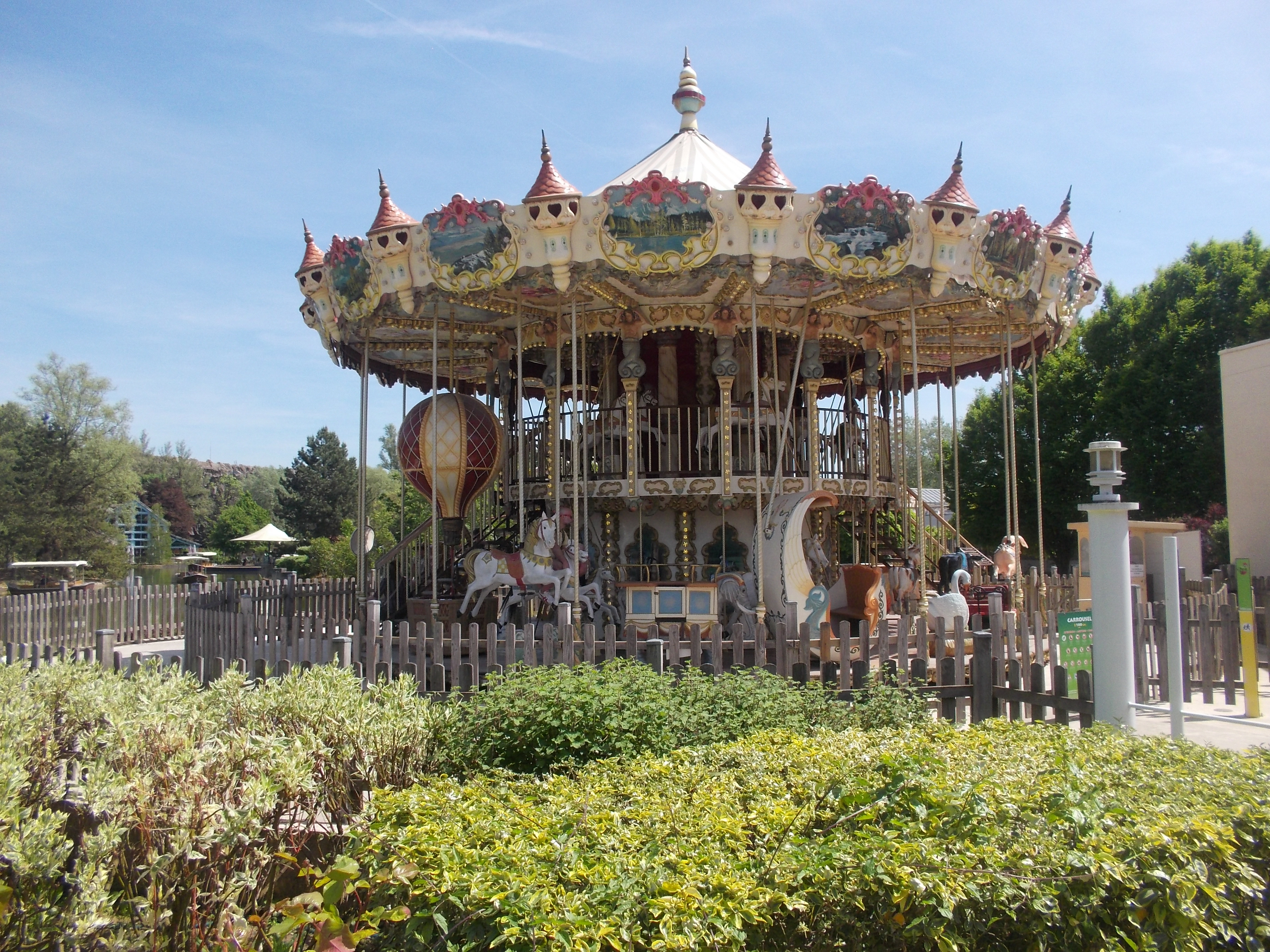
Carrousel 1900
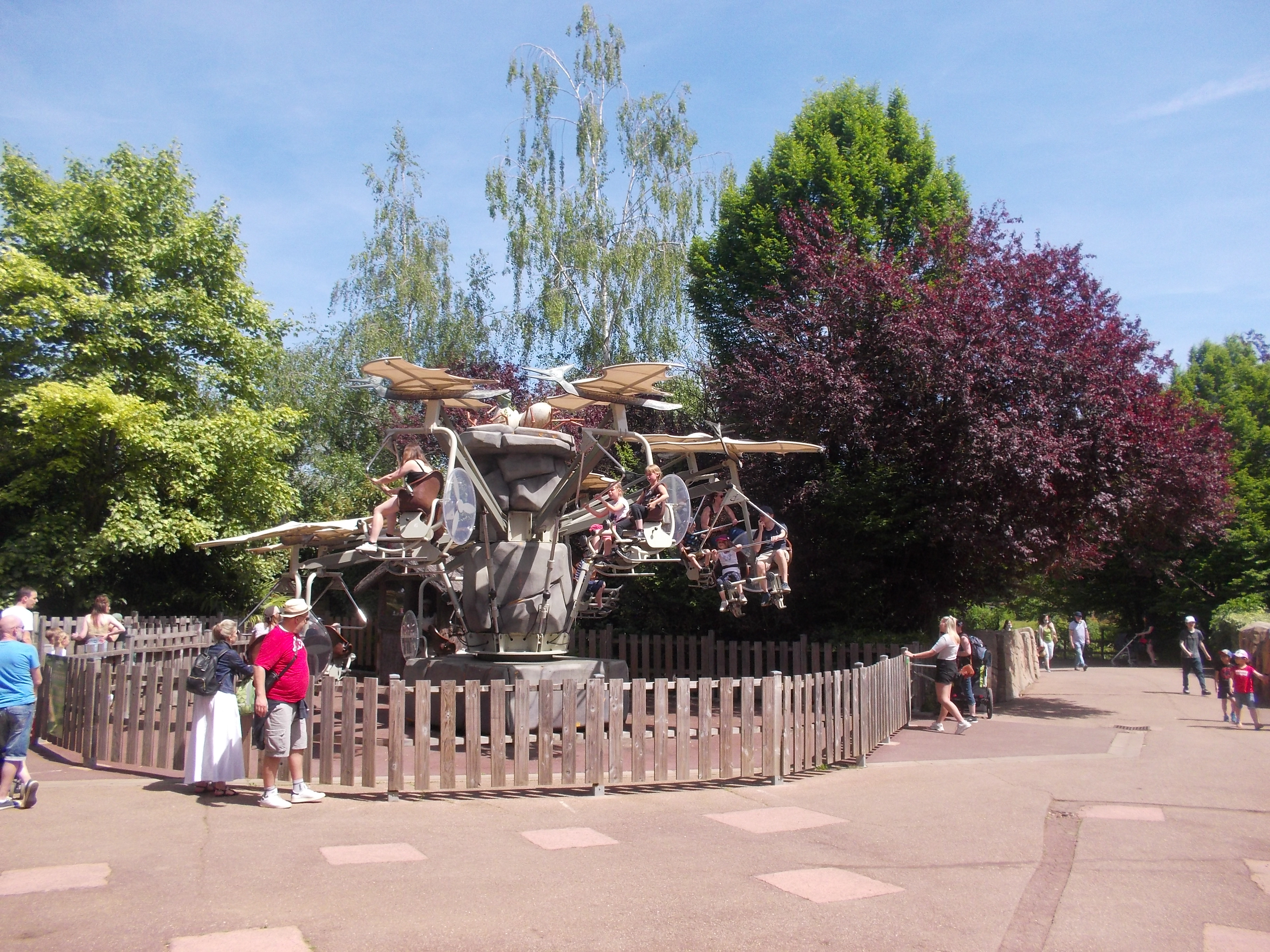
Dino Bike
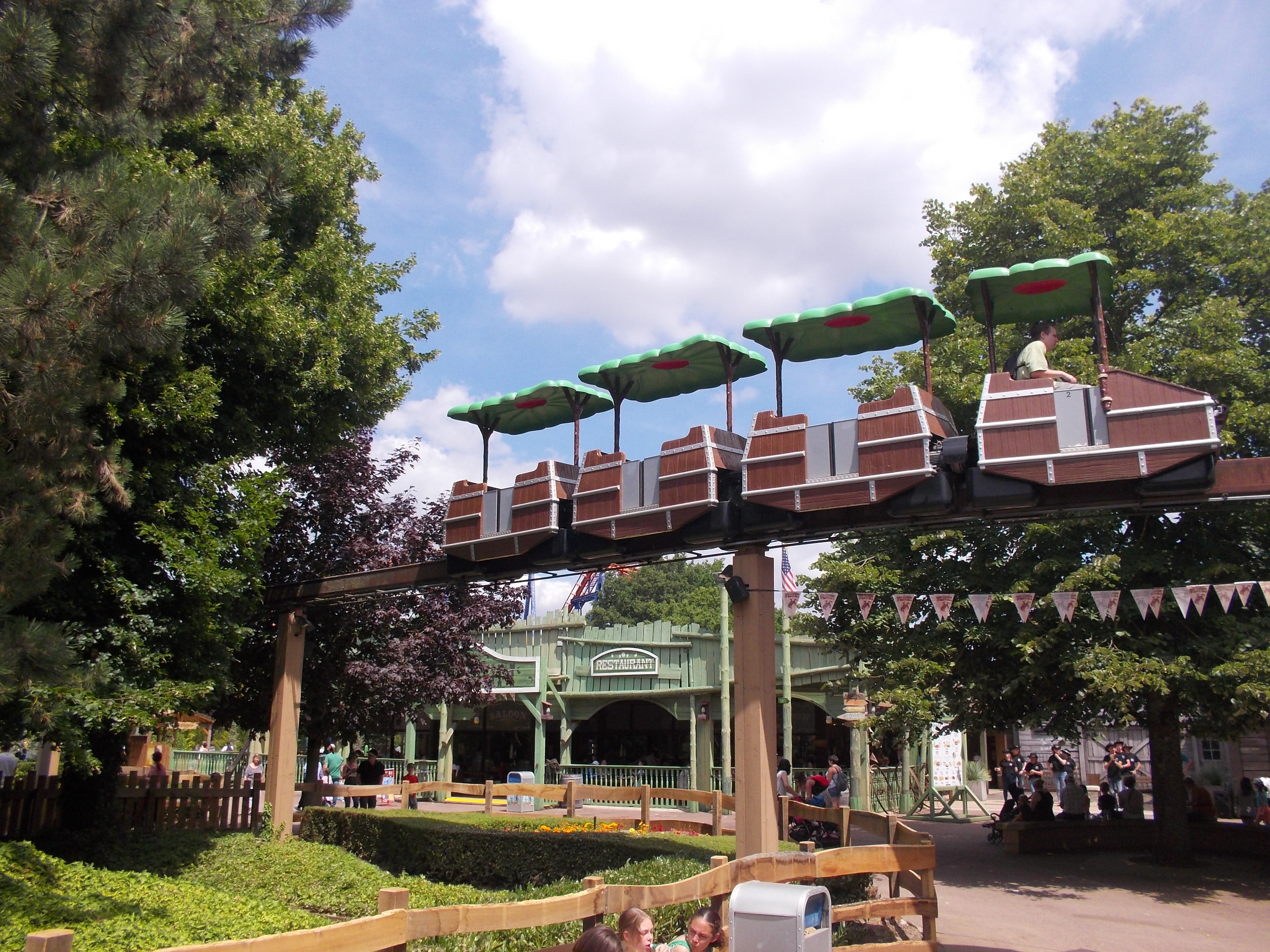
Far West Tour
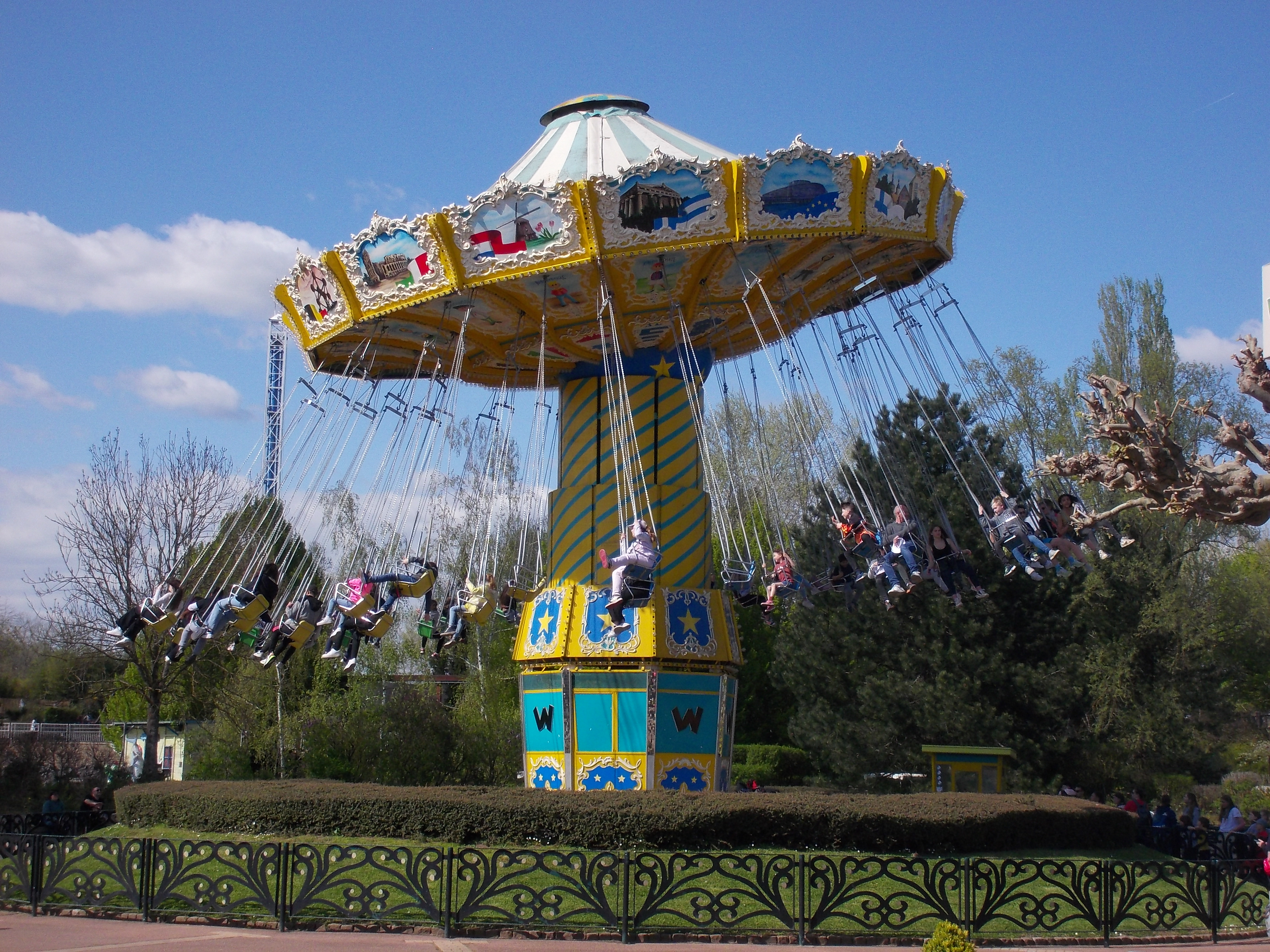
Mistral
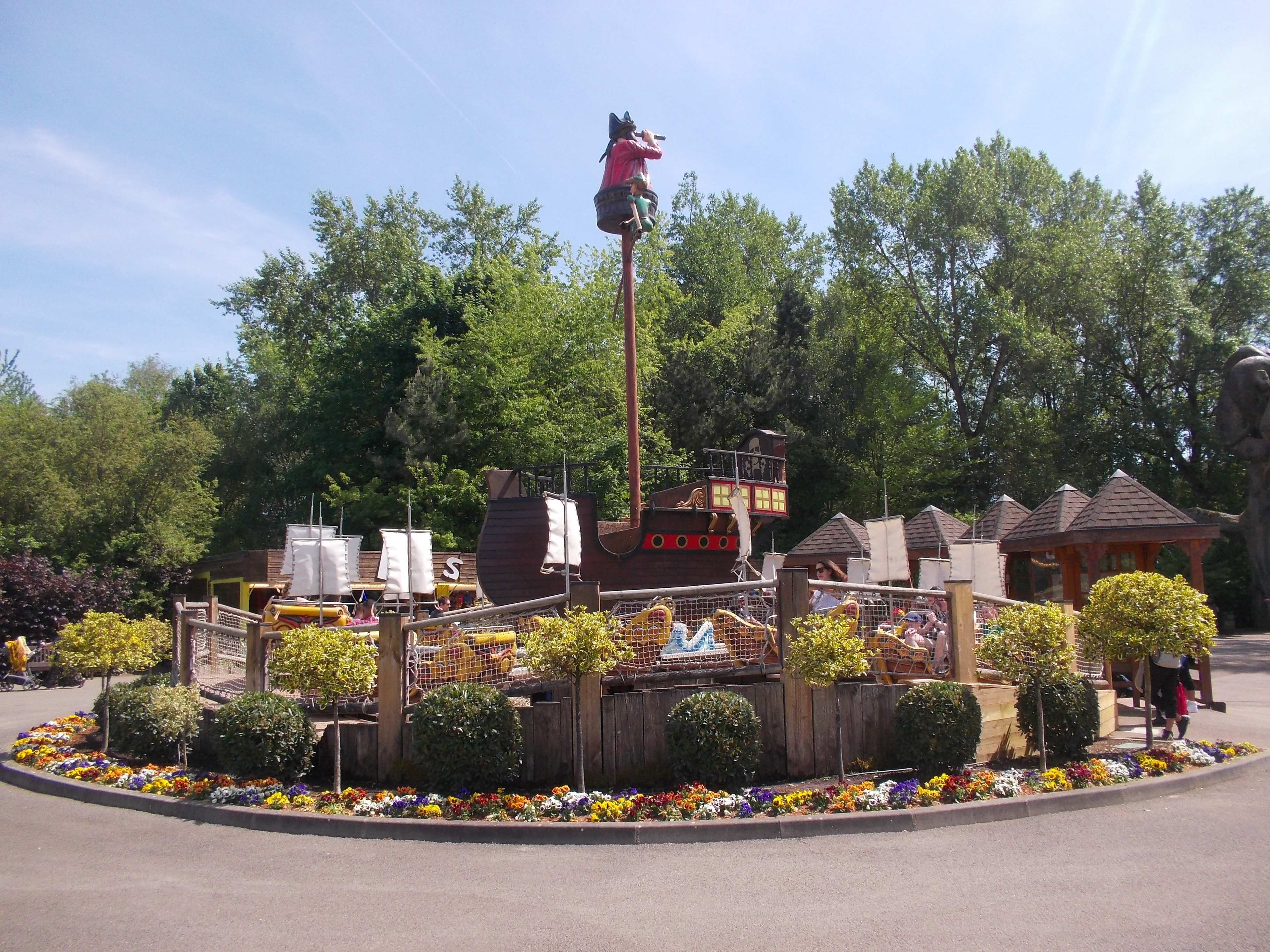
Peter Pan
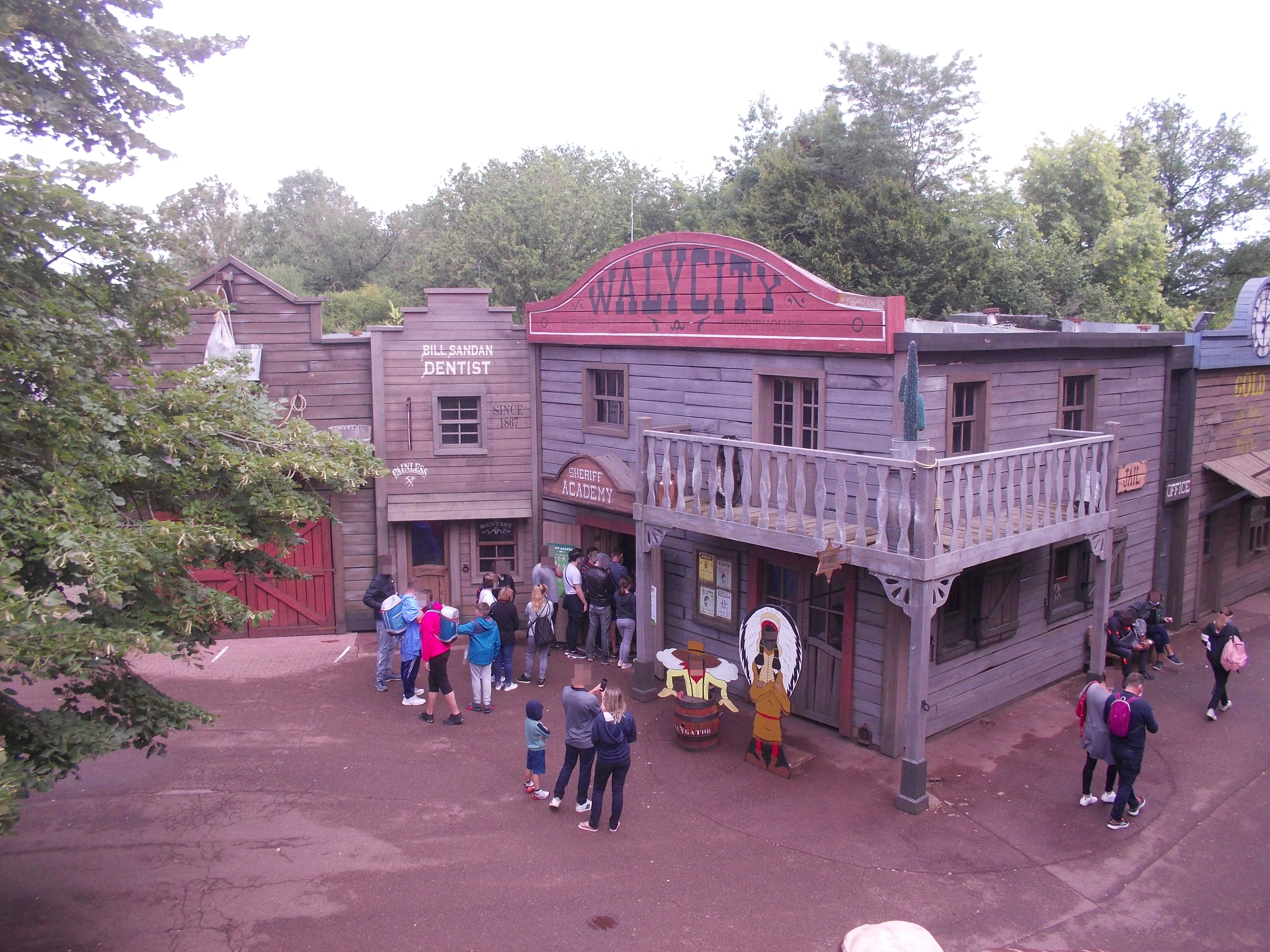
Sheriff Academy
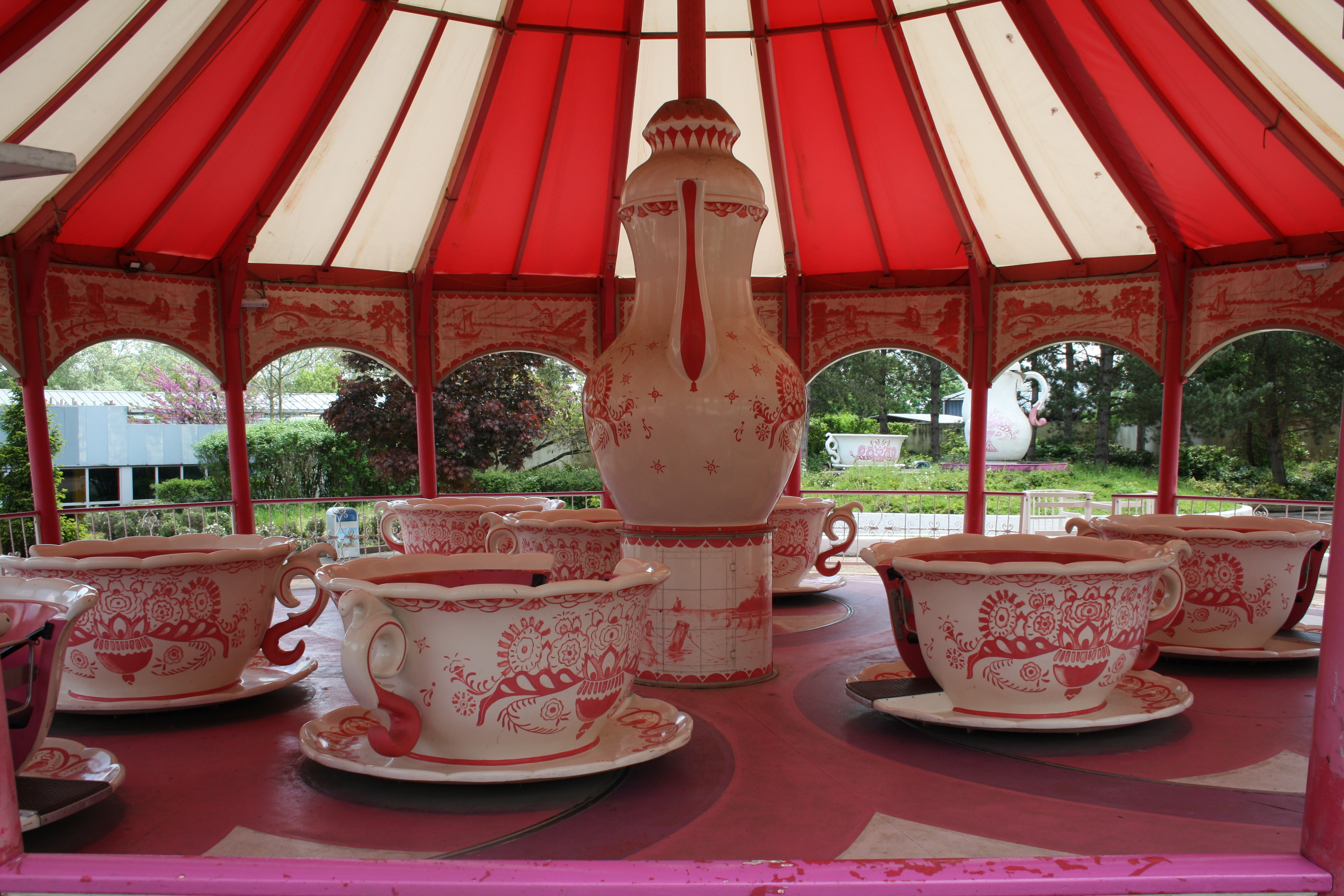
Tea cup
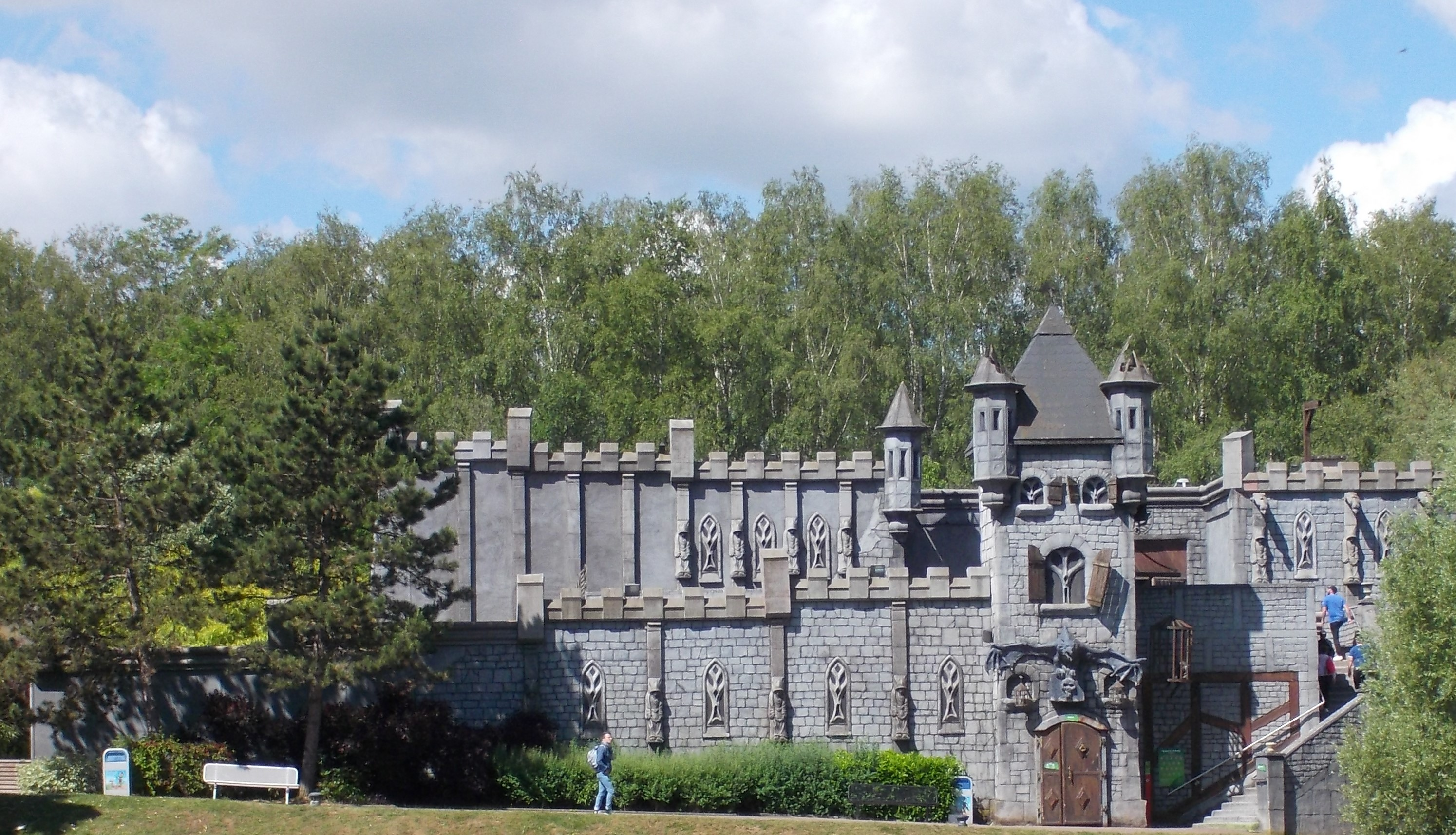
Terror House
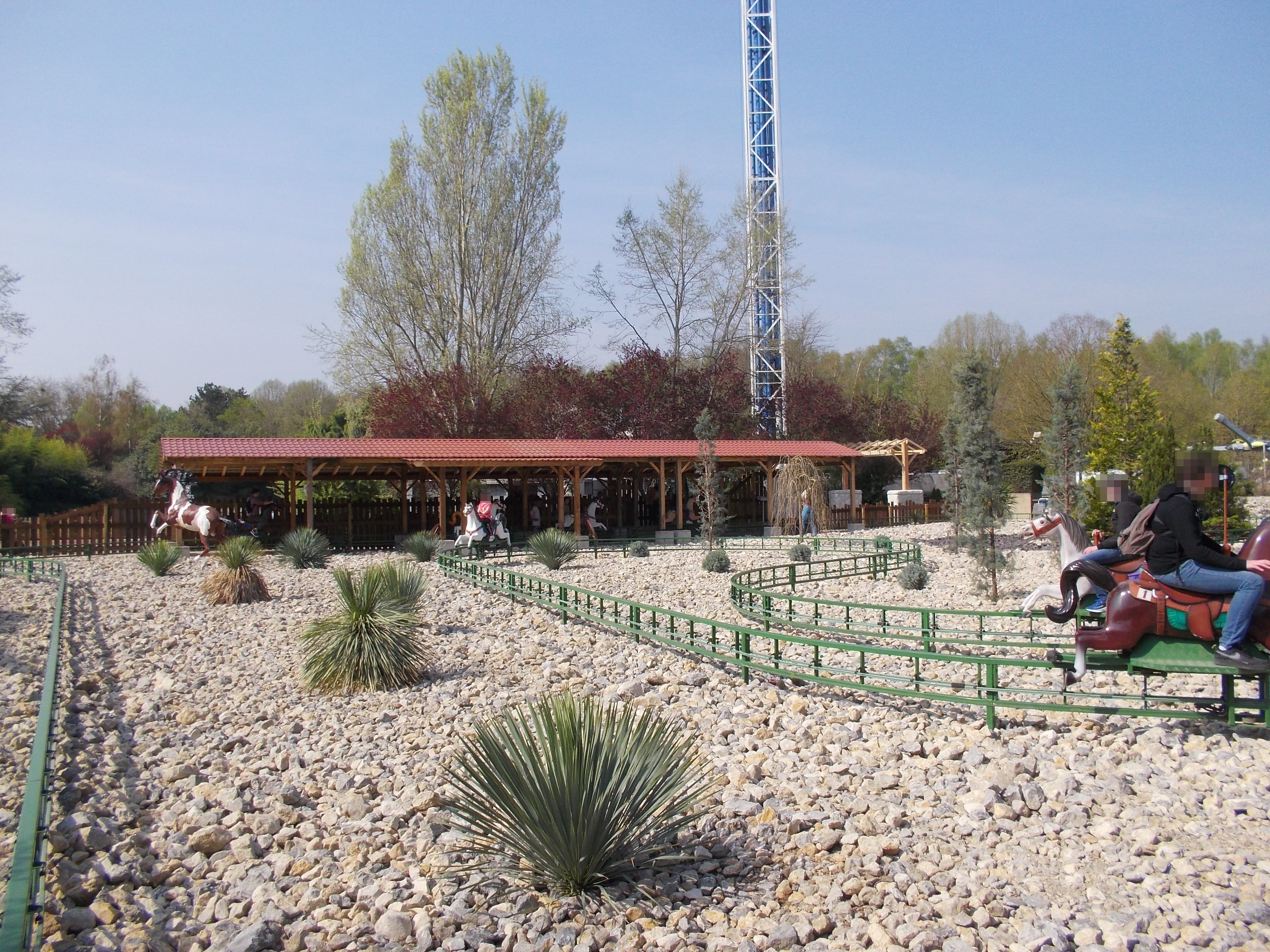
Thunder Horses
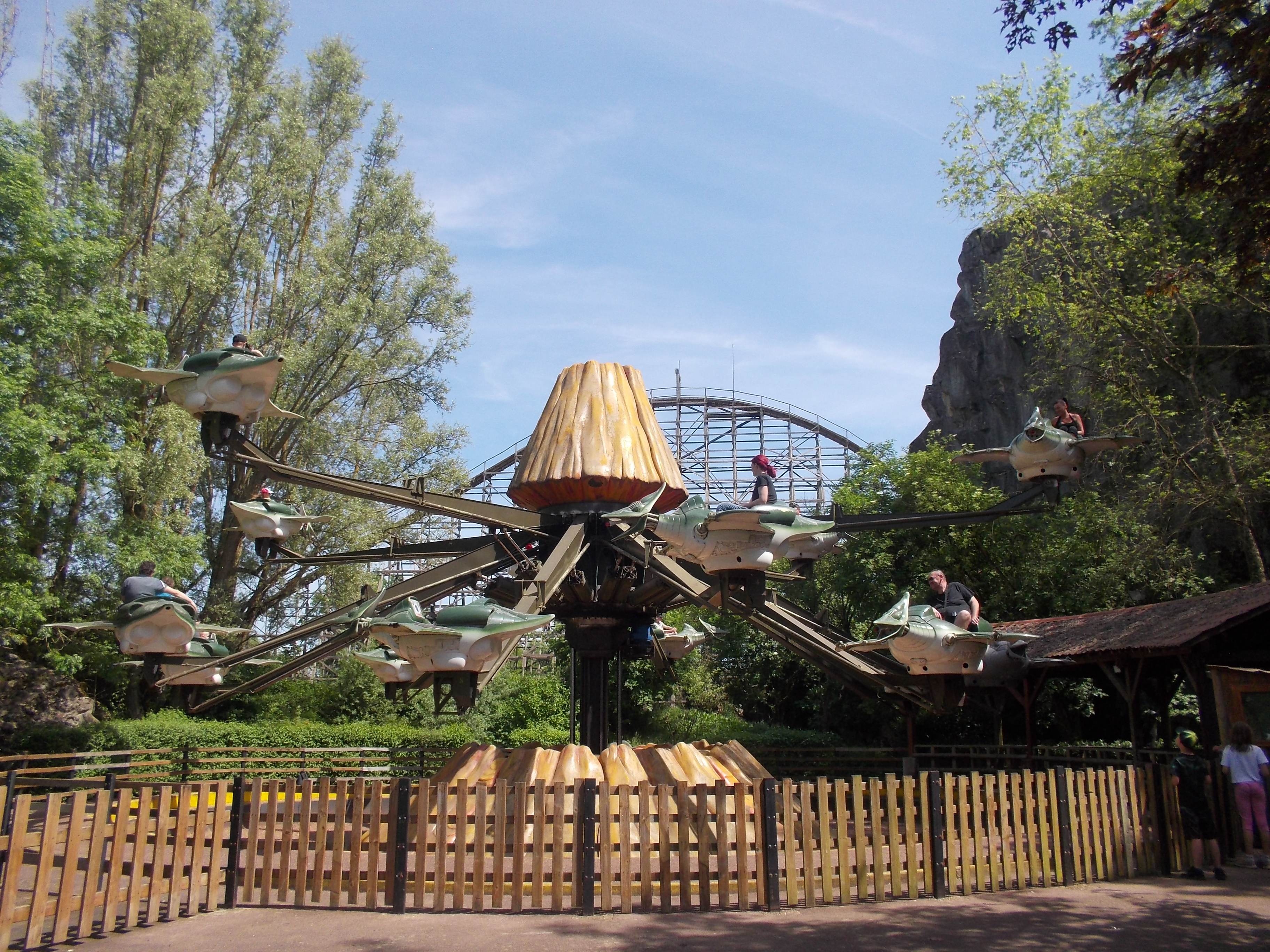
Walynosaure
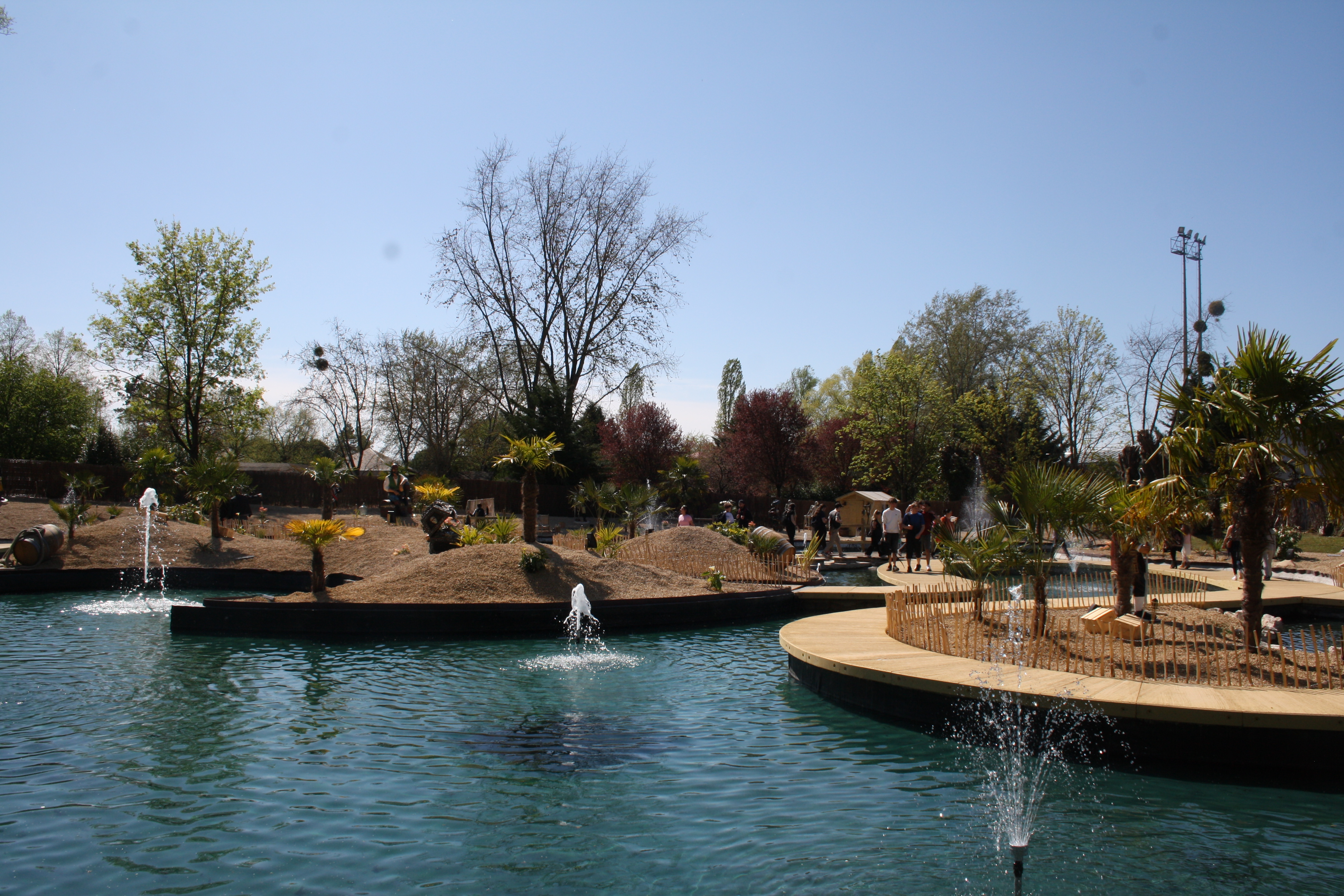
L'Île aux Pirates
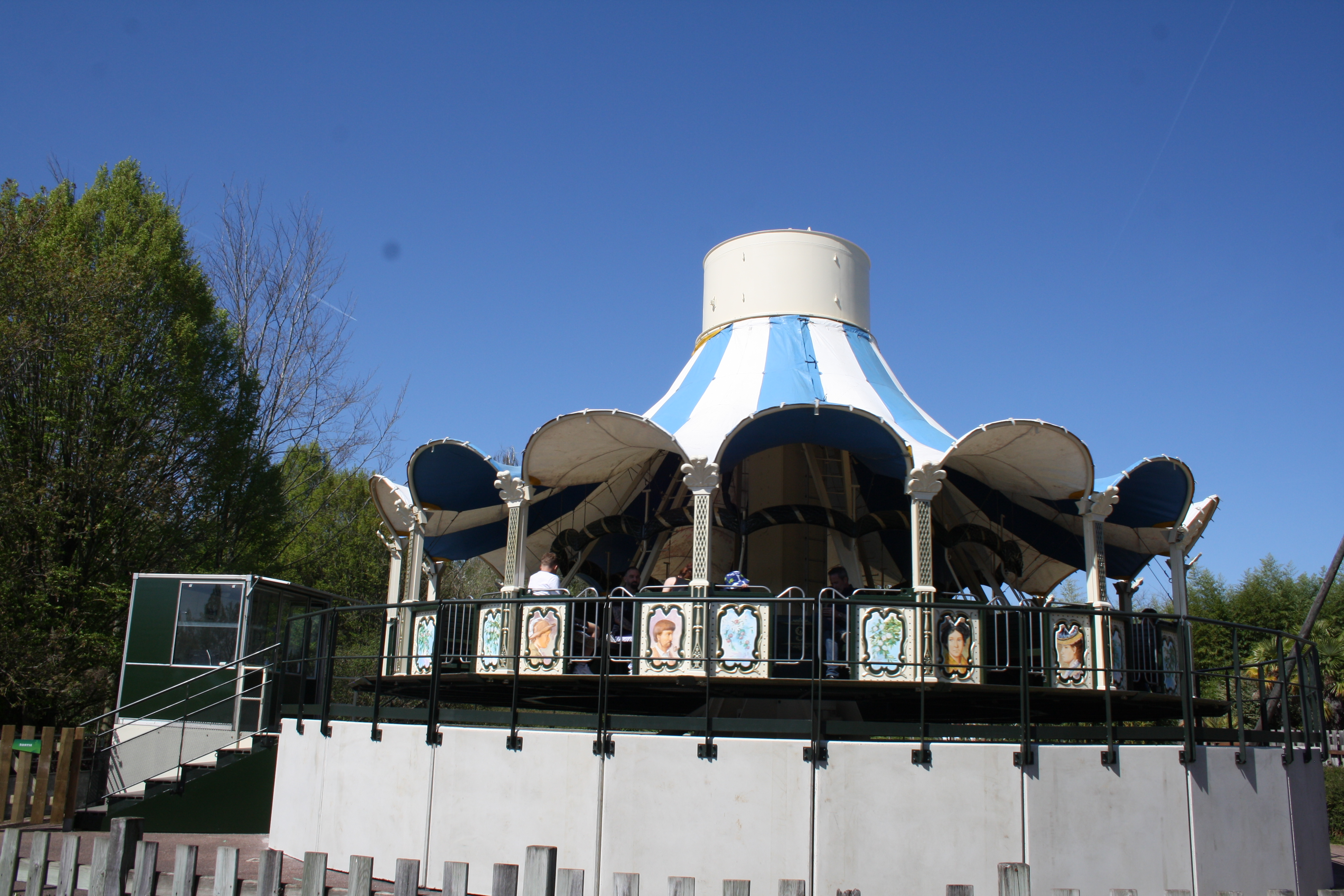
Pavillon Dansant

#### Les attractions pour enfants
- Balloons USA, Samba Balloon de Zamperla, 2004 ;
- Canoë, Junior Bounty de SBF Visa Group , 2007 ;
- Canyon City Express, train junior de Zamperla, 1989 ;
- The Golden Nugget, manège d'avions de Zamperla, 1989 ;
- Les petits pirates, manège d'avions de SBF Visa Group, 2007 ;
- Rocky Ranger, convoi de petites voitures de Sartori Rides, 1991 ;
- Sherif Shooter, Jumpin' Star de Zamperla, 2004 ;
- Steam Machine, Crazy Bus de Zamperla, 2004 ;
- Waly Express, train junior de SBF Visa Group, 2012 ;
- Waly mille pattes, train junior de SBF Visa Group, 2009.

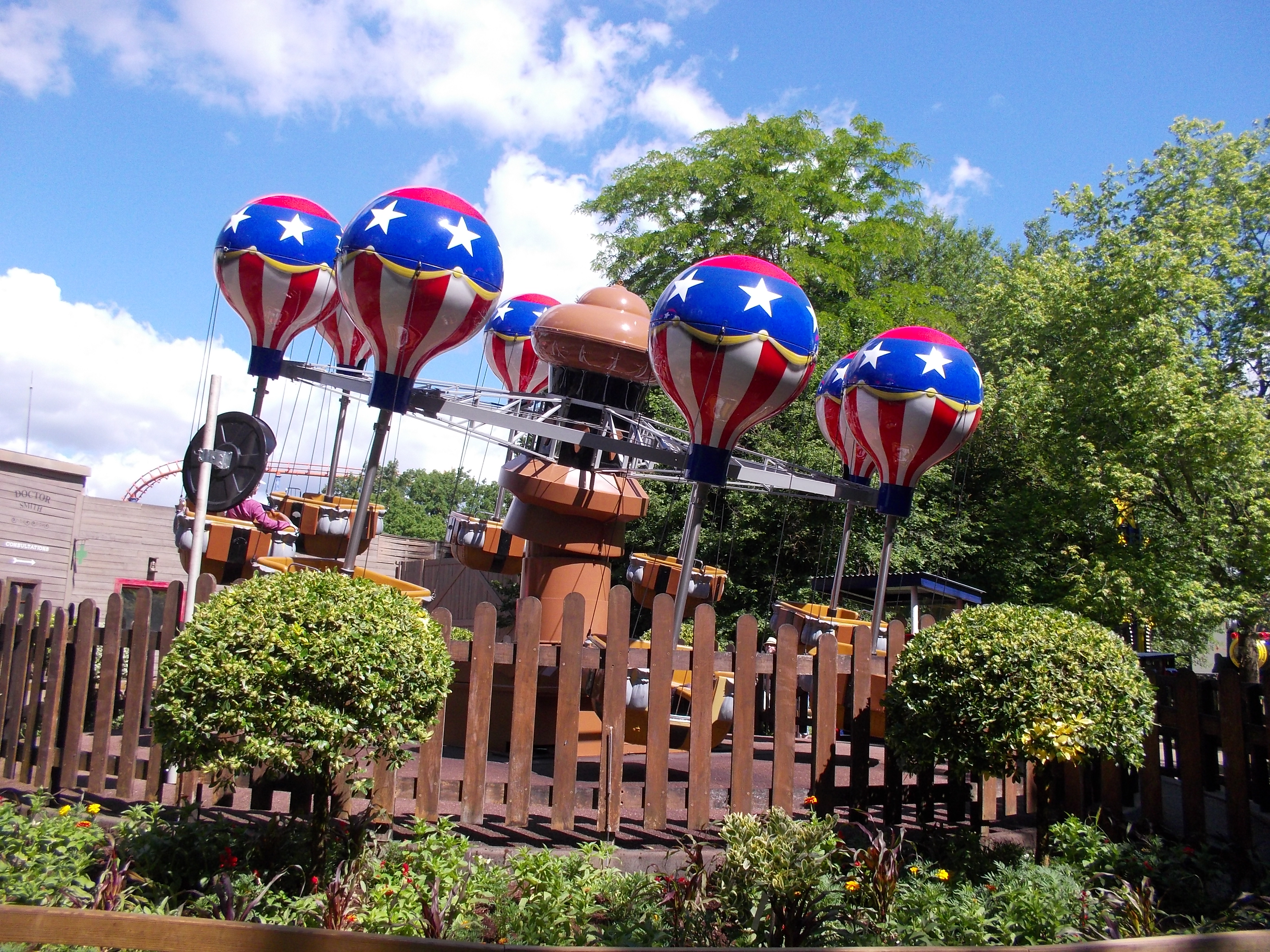
Balloons USA
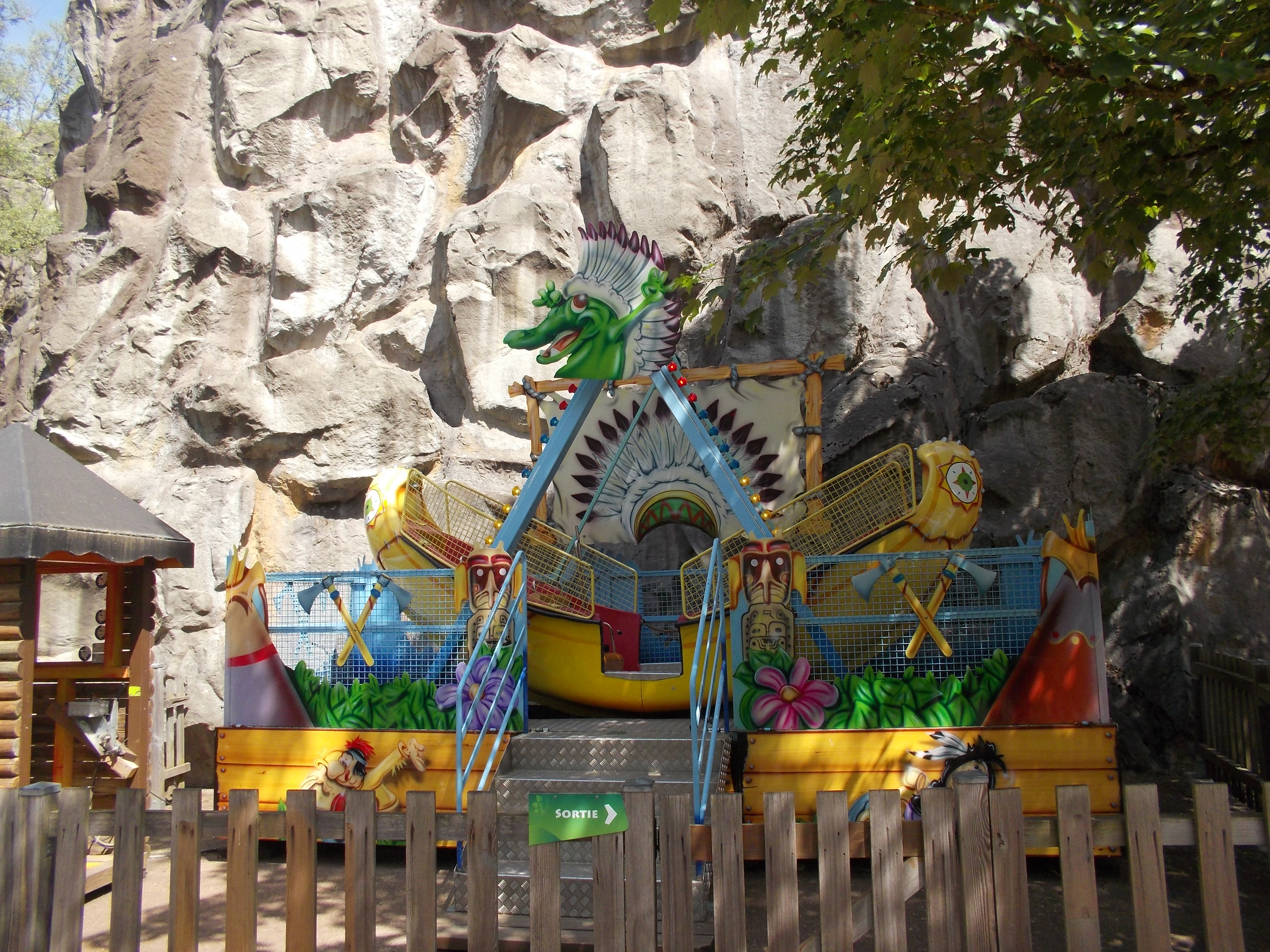
Canoë
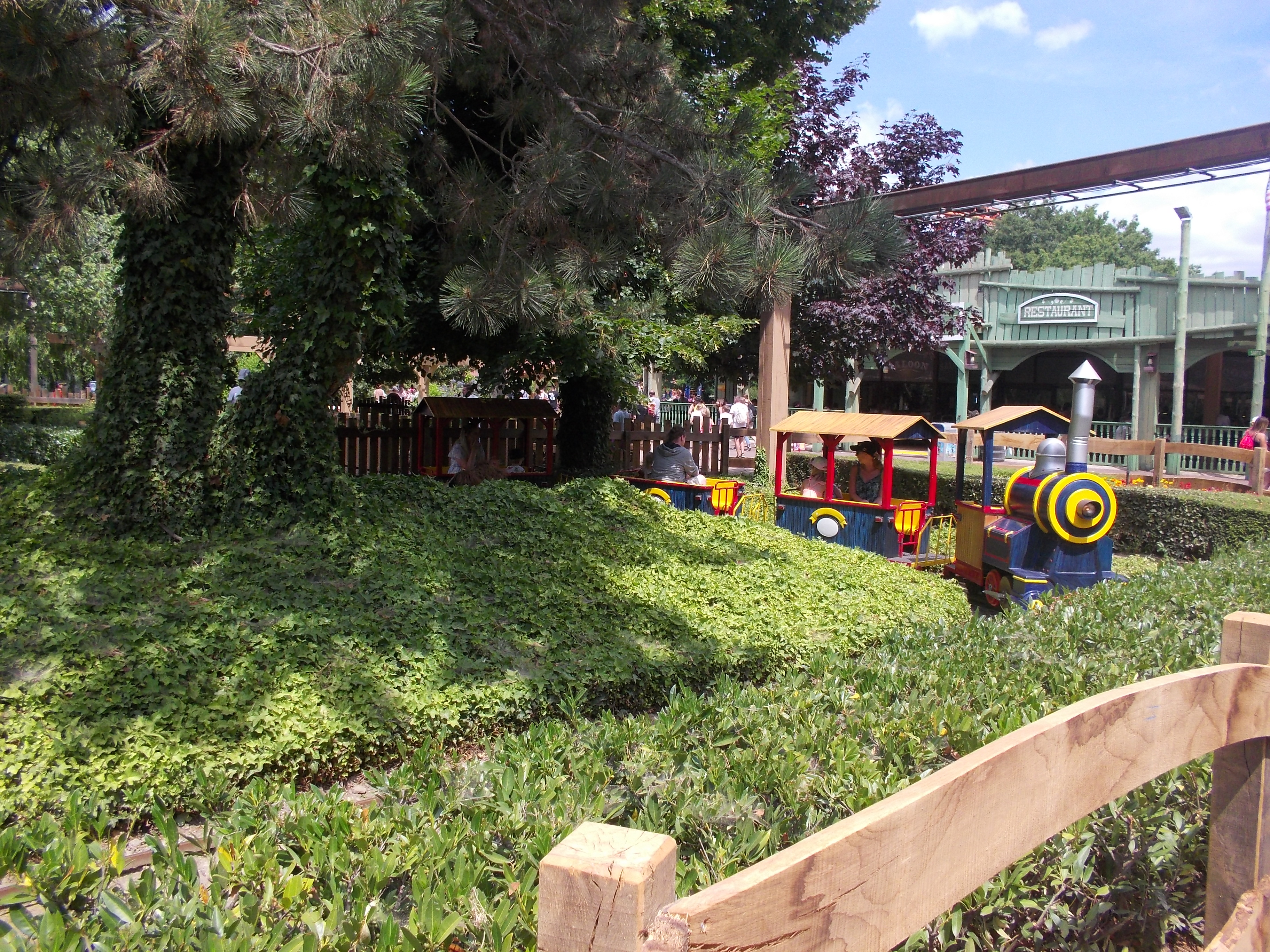
Canyon City Express
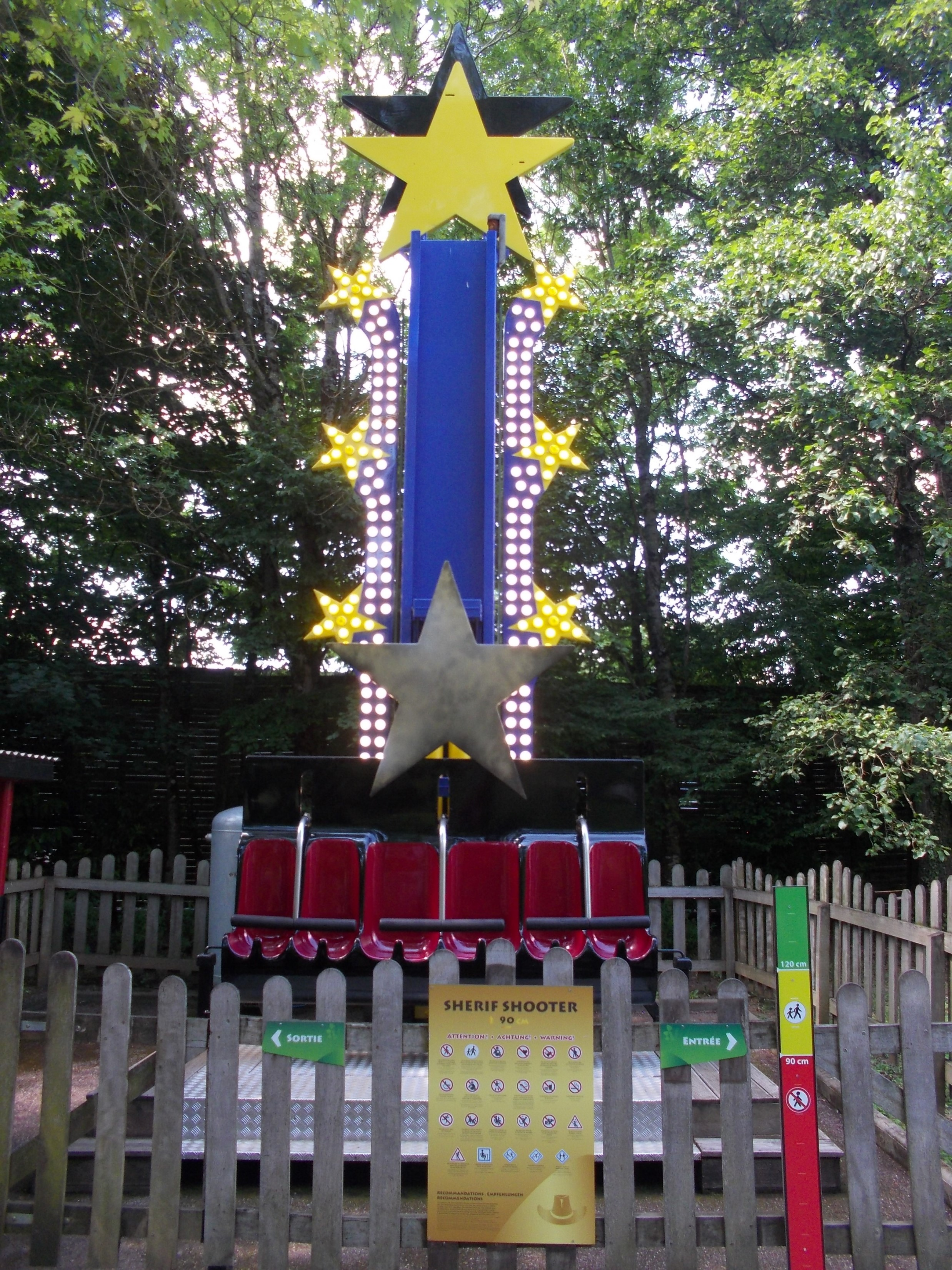
Sherif Shooter
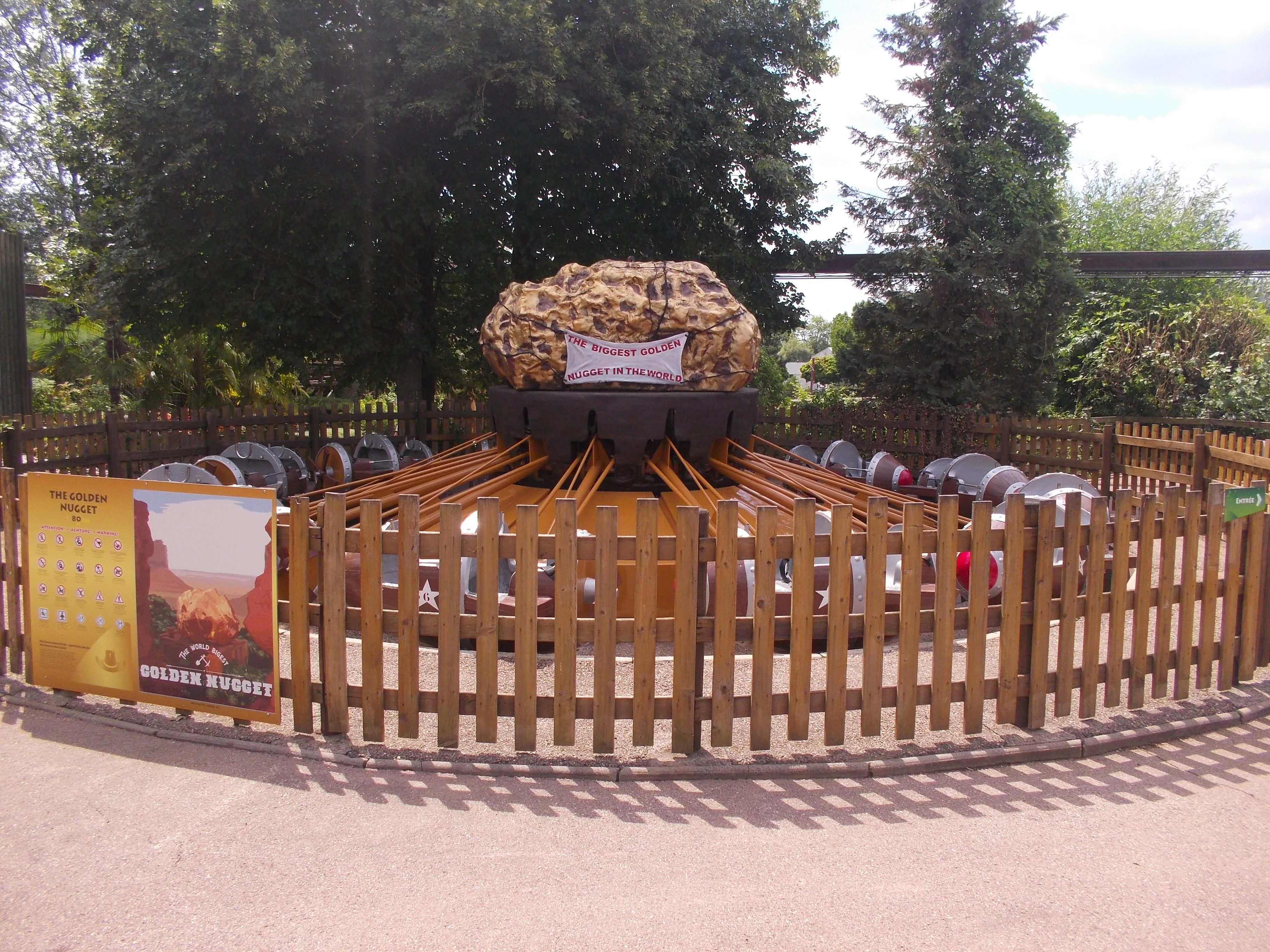
The Golden Nugget
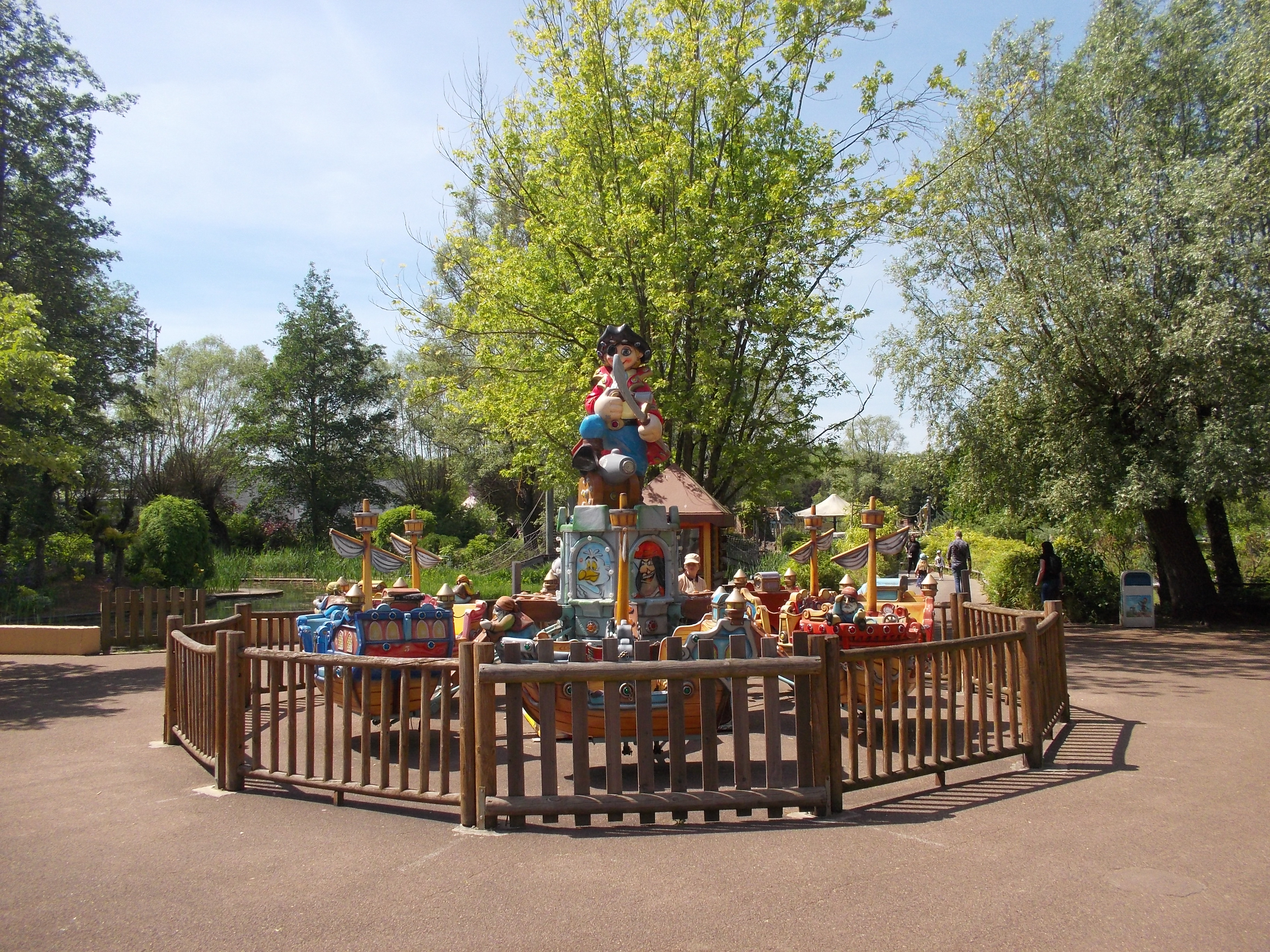
Les petits pirates
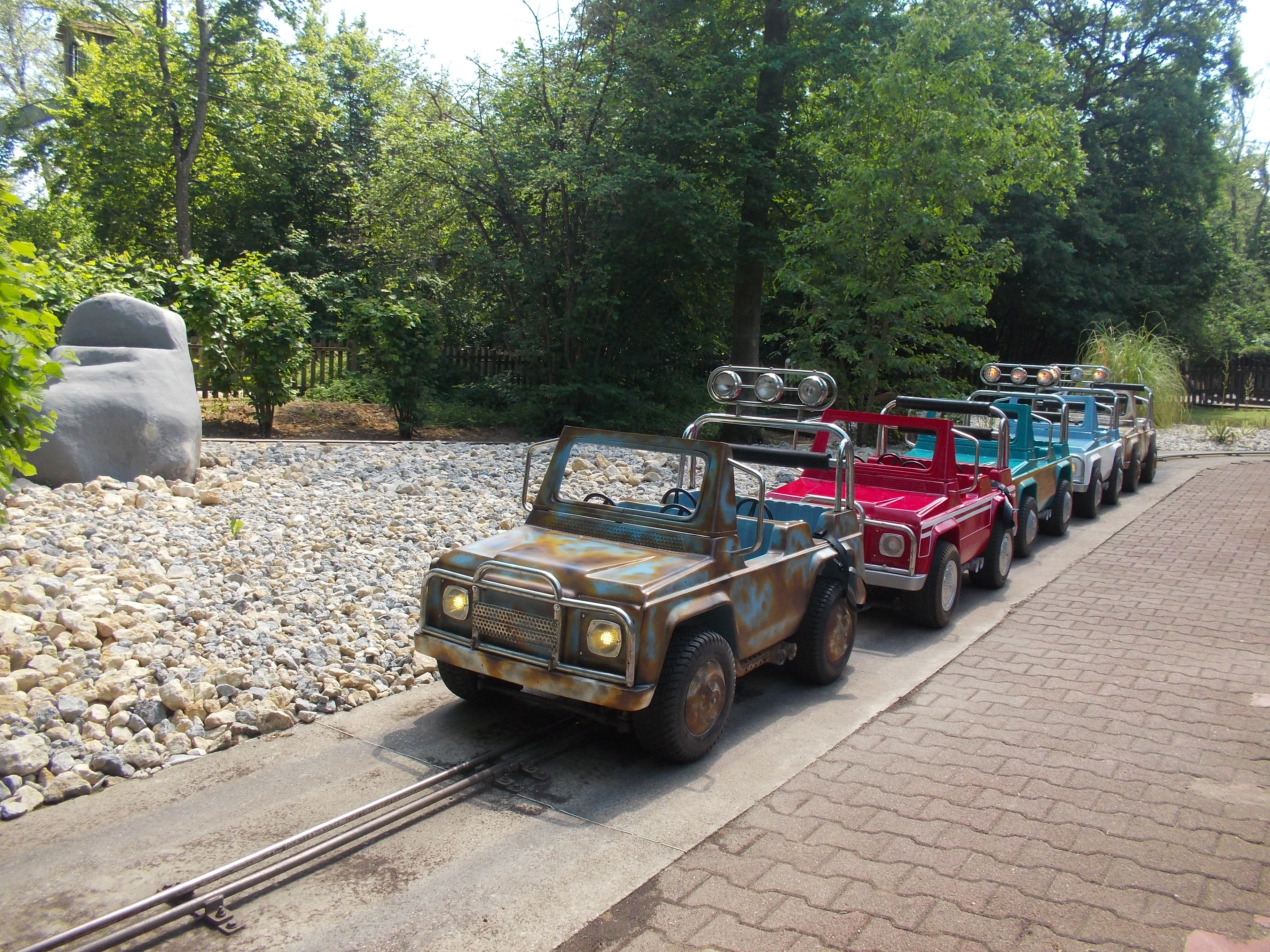
Rocky Ranger
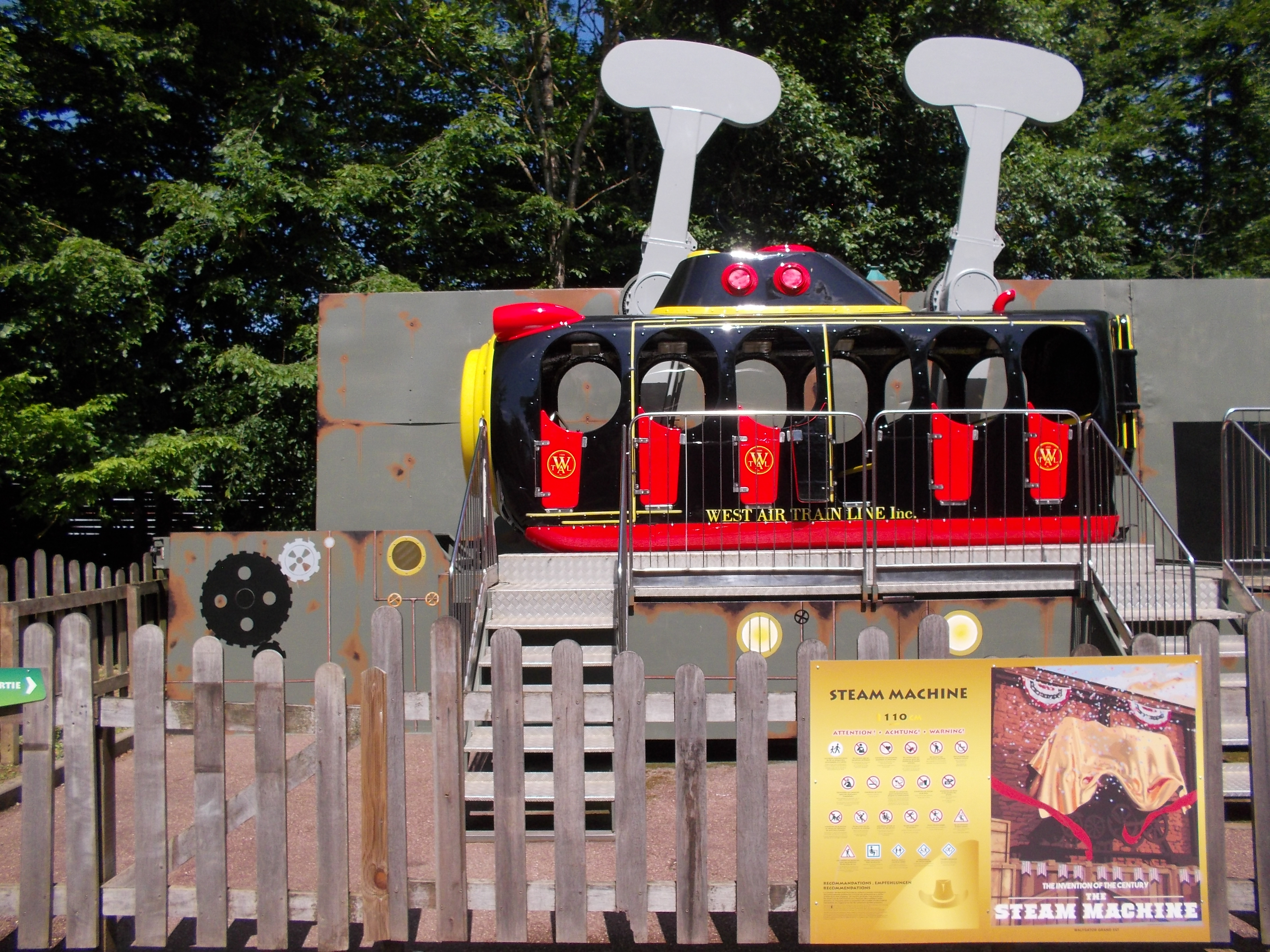
Steam Machine
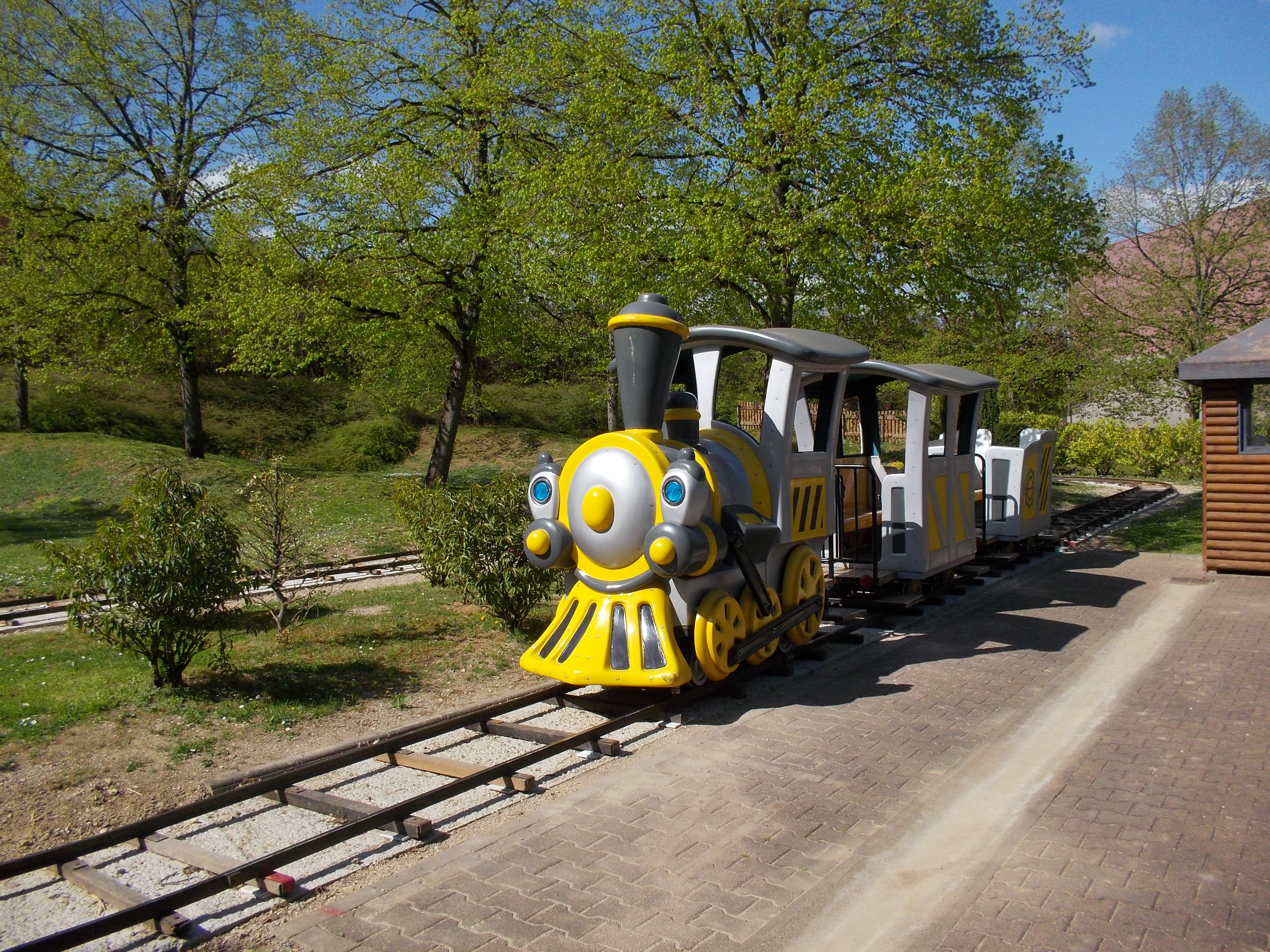
Waly Express
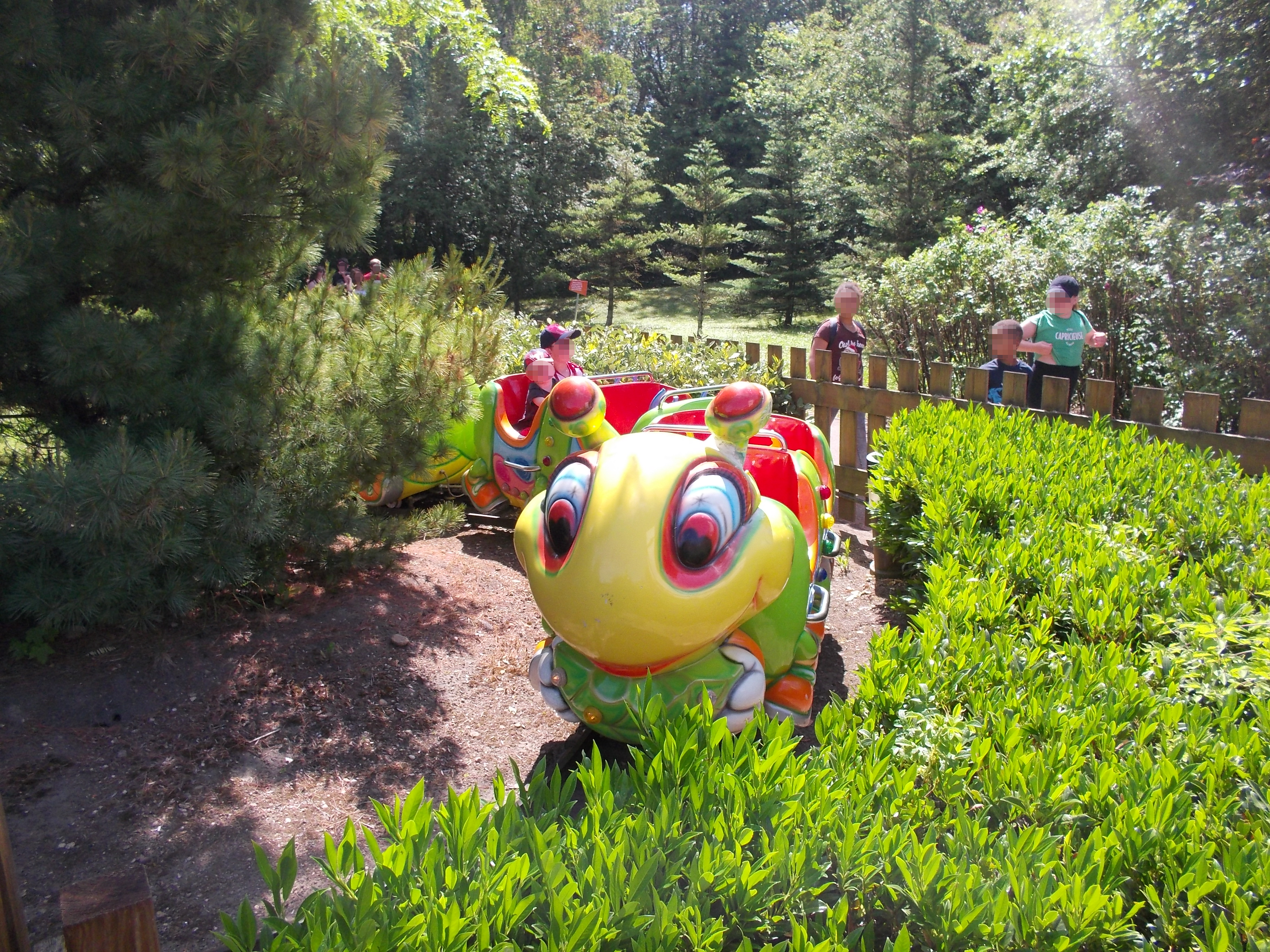
Waly mille pattes

### Les anciennes attractions
| Nom              | Type                               | Constructeur      | Années                  | État actuel |
| ---------------- | ---------------------------------- | ----------------- | ----------------------- | --- |
| Abracadabra      | Espace de jeux                     |                   | 1989 - 2006             | Détruit dans un incendie le 26 septembre 2006                                                                                  |
| Accro-game       | Accrobranche                       |                   | 2013 - 2017             | |
| Air One Maxxx    | Sicko                              | KMG               | 2015 - 2015             | Loué par le parc de juin à octobre 2015, l'attraction appartient à Dominique Lerendu, forain.                                  |
| Baby parc        | Aire de jeux intérieure            | I Depot Play      | 2014 - 2021             | Fermé |
| Crash Cars       | Autos-tamponneuses                 |                   | 1991 - 2011             | |
| Gonflables       | Châteaux gonflables                |                   | 2008 - 2013 2012 - 2013 | Remplacé par Silver Express en 2014                                                                                            |
| Grande roue      | Grande roue                        | Nauta Bussink     | 2008 - 2012             | Retournée sur les foires |
| Maestro          | Carrousel                          | Zamperla          | 1989 - 2018             | Les instruments et notes de musique ont été utilisés pour la thématisation de l'Univers 1900 en 2025                           |
| Mini-Golf Indoor | Minigolf                           |                   | 2013 - 2020             | À la suite de la pandémie du Covid-19, l'attraction reste fermée avant d'être démantelée pour faire place à Terreur à l'Asile. |
| Polyp            | Pieuvre                            | Anton Schwarzkopf | 2008 - 2012             | Retournée sur les foires |
| Reaktor          | Enterprise                         | Huss Rides        | 1989 - 1997             | Relocalisé à Walibi Holland |
| Silver Express   | Mini draisines                     | Kid Steam         | 2014 - 2016             | Remplacé par Waly X'press en 2016                                                                                              |
| Sismic Panic     | Simulateur de tremblement de terre | Huismann,         | 1989 - 2003             | |
| Spooky Mansion   | Structure gonflable                |                   | 2015 - 2015             | |
| Südseewellen     | Orbiter                            | Anton Schwarzkopf | 2011 - 2019             | Relocalisé au Pirat Parc à Gruissan                                                                                            |
| Tam Tam          |                                    | SBF Visa Group    | 2007 - 2016             | |
| Tang'Or          | Topple Tower                       | Huss Rides        | 2005 - 2010             | 2013 : tentatives infructueuses de réparations. 2014 : démonté. 2015 : relocalisé à Dragon Park (en), Viêt Nam.                |
| Waly-Twister     | Paratrooper                        | Heintz Fahtze     | 2008 - 2012             | |
| Zig-Zag          | Wild Mouse                         | Mack Rides        | 2003 - 2003             | L'attraction appartient à Kinzler, un forain ; d'autres parcs l'ont accueillie.                                                |

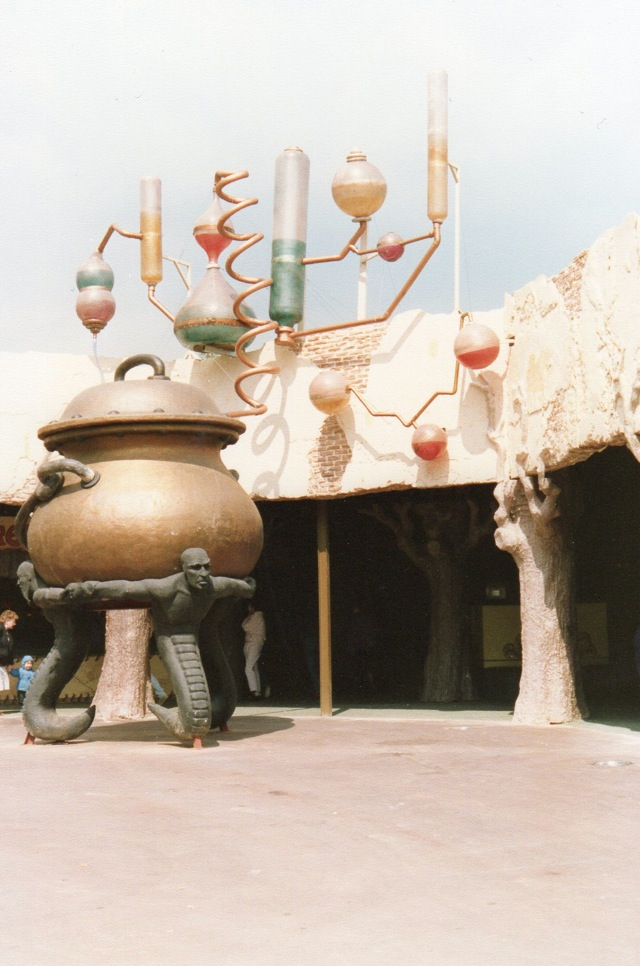
Abracadabra
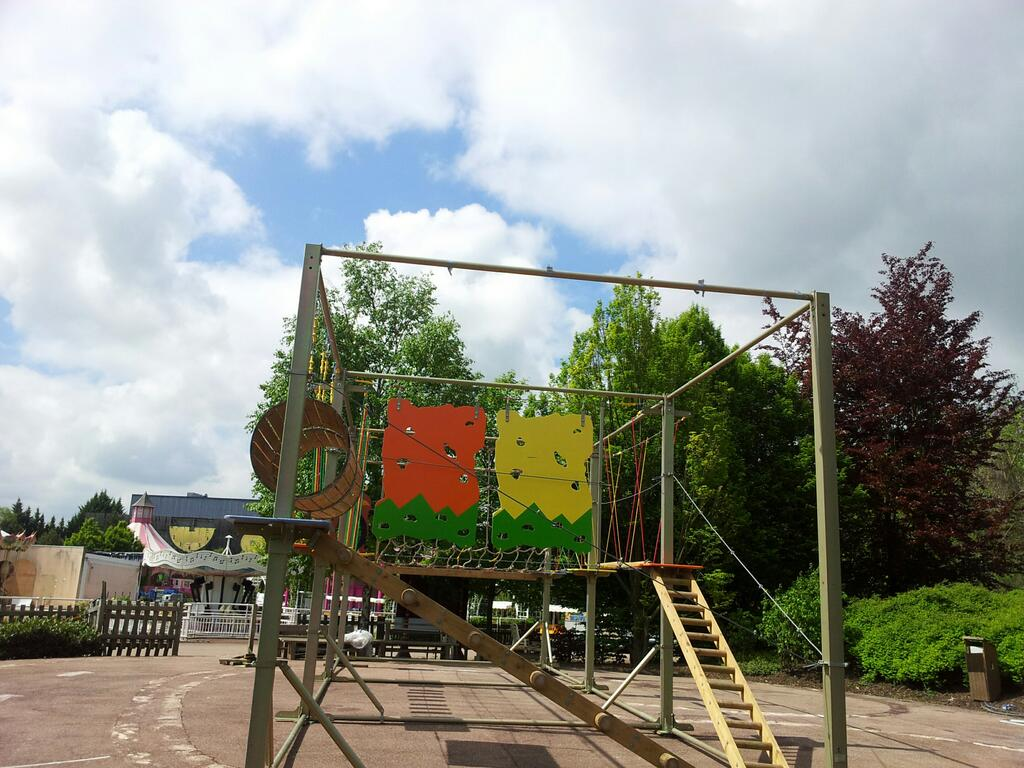
Accro-game
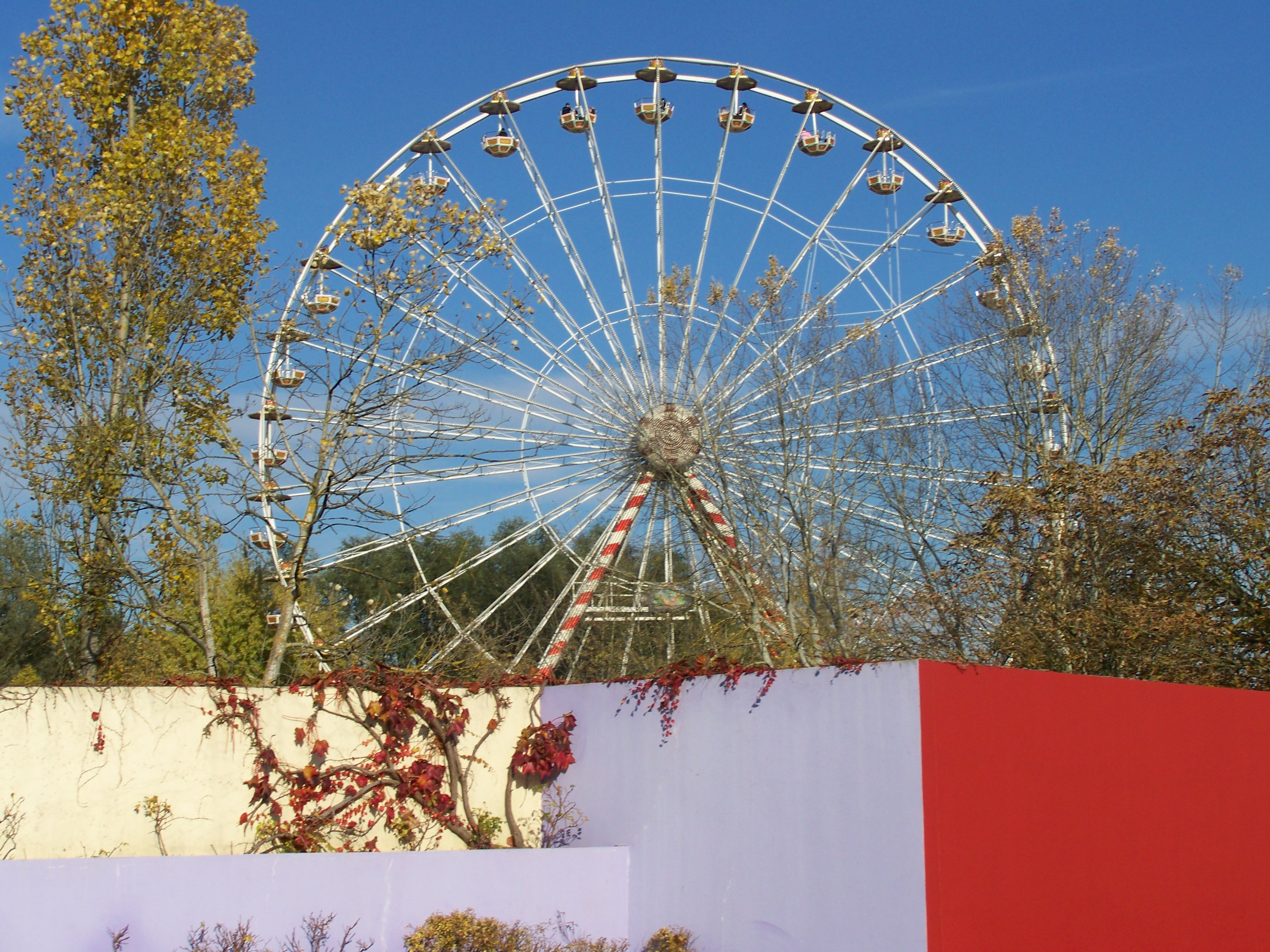
Grande roue
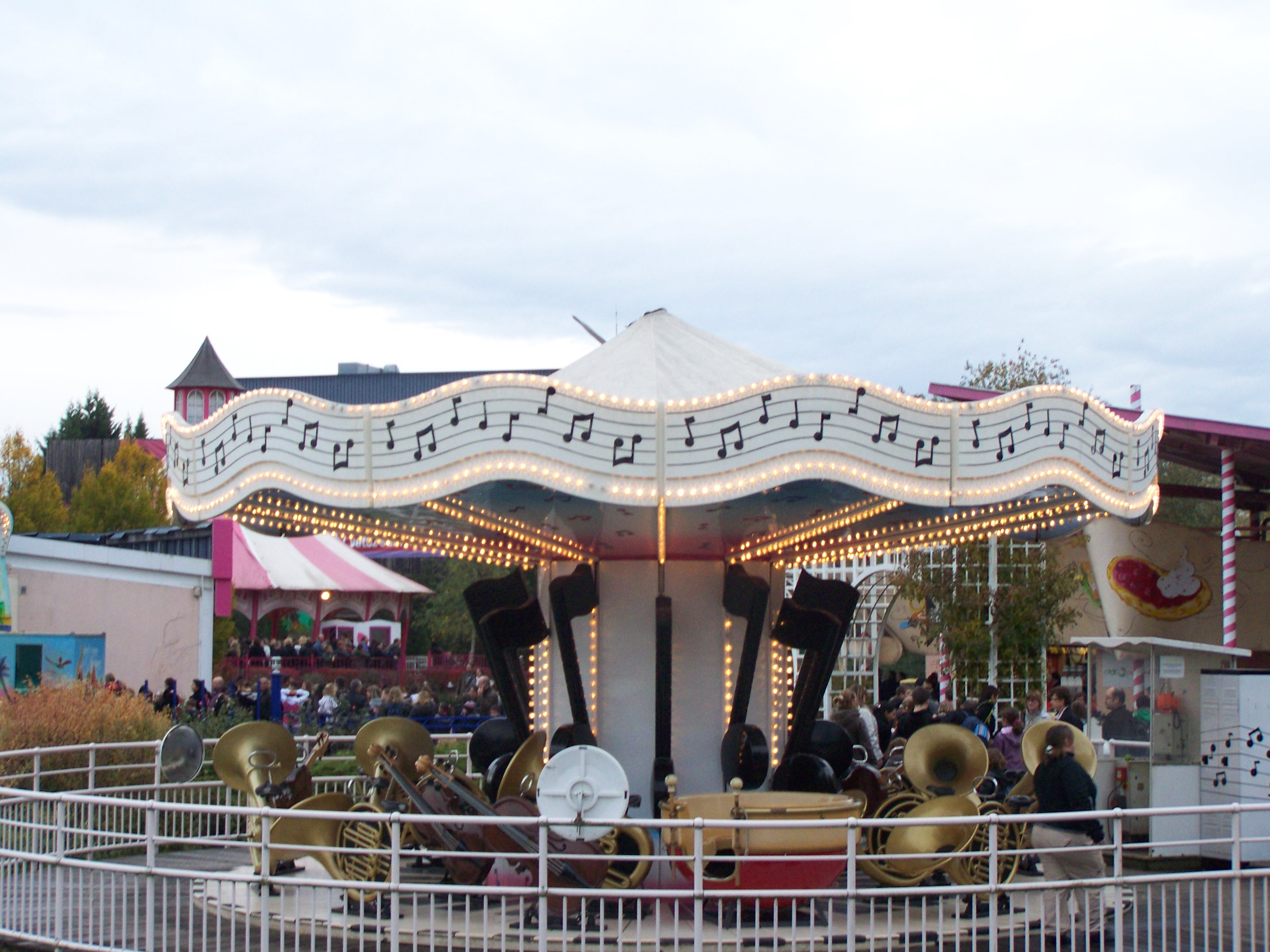
Maestro
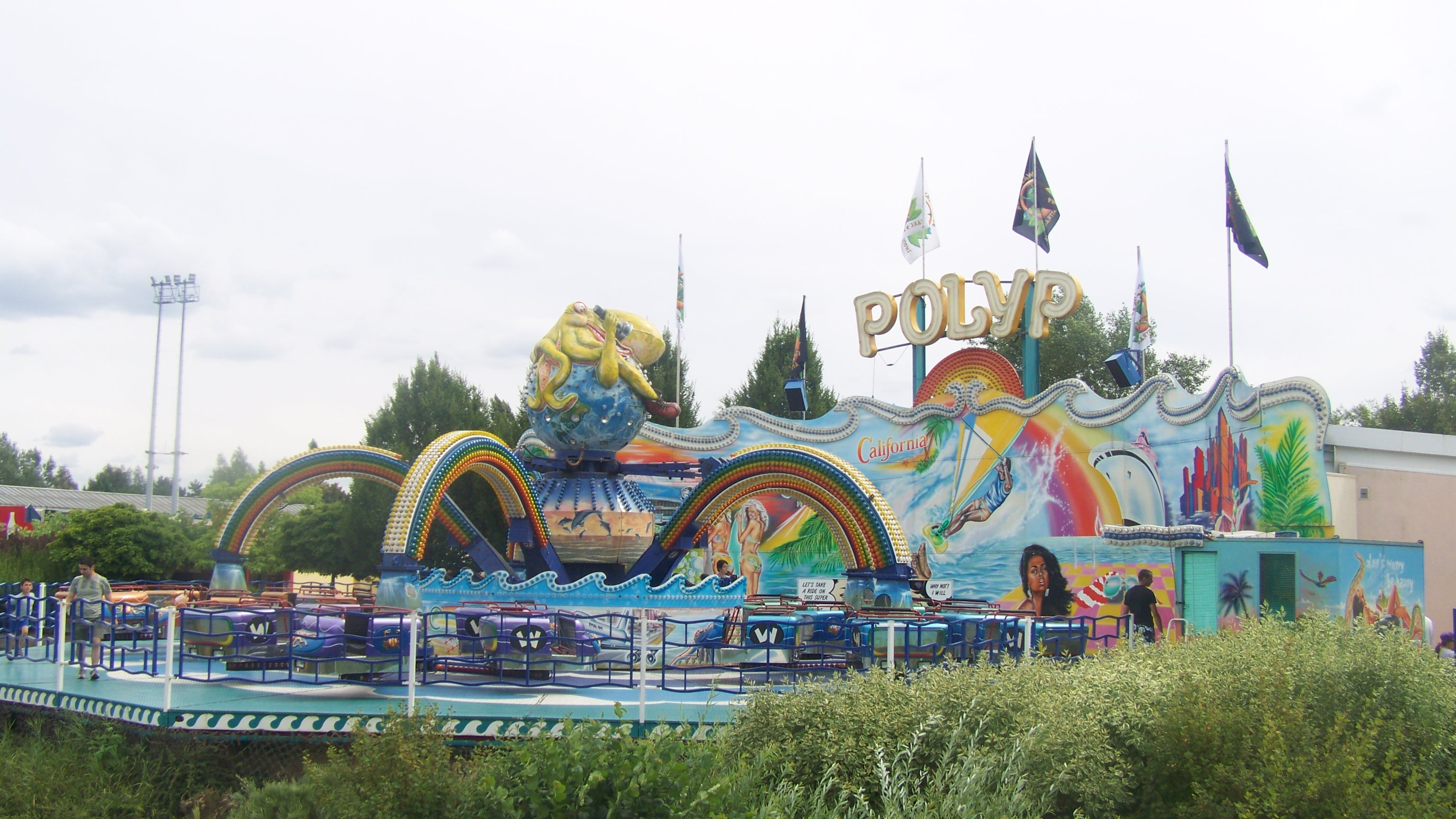
Polyp
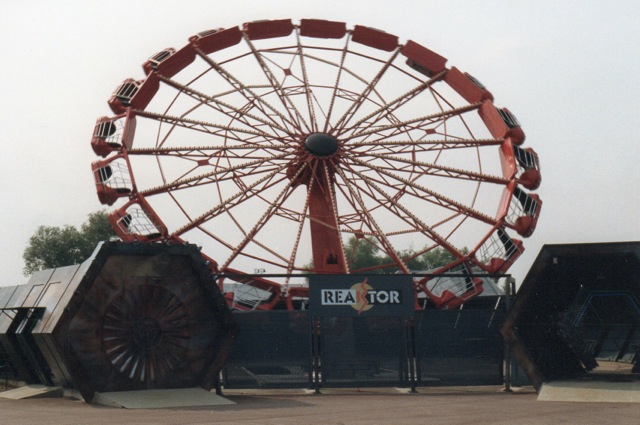
Reaktor
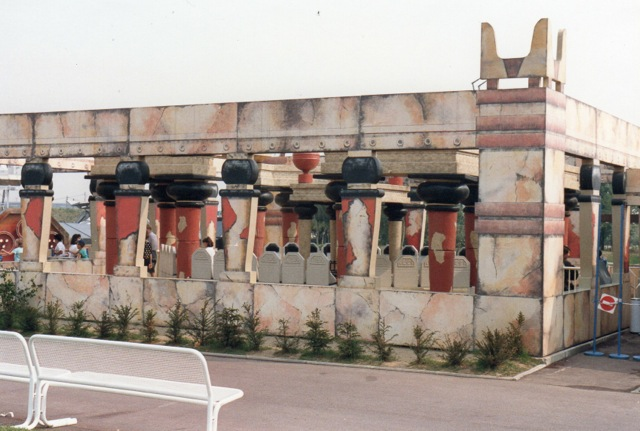
Sismic Panic
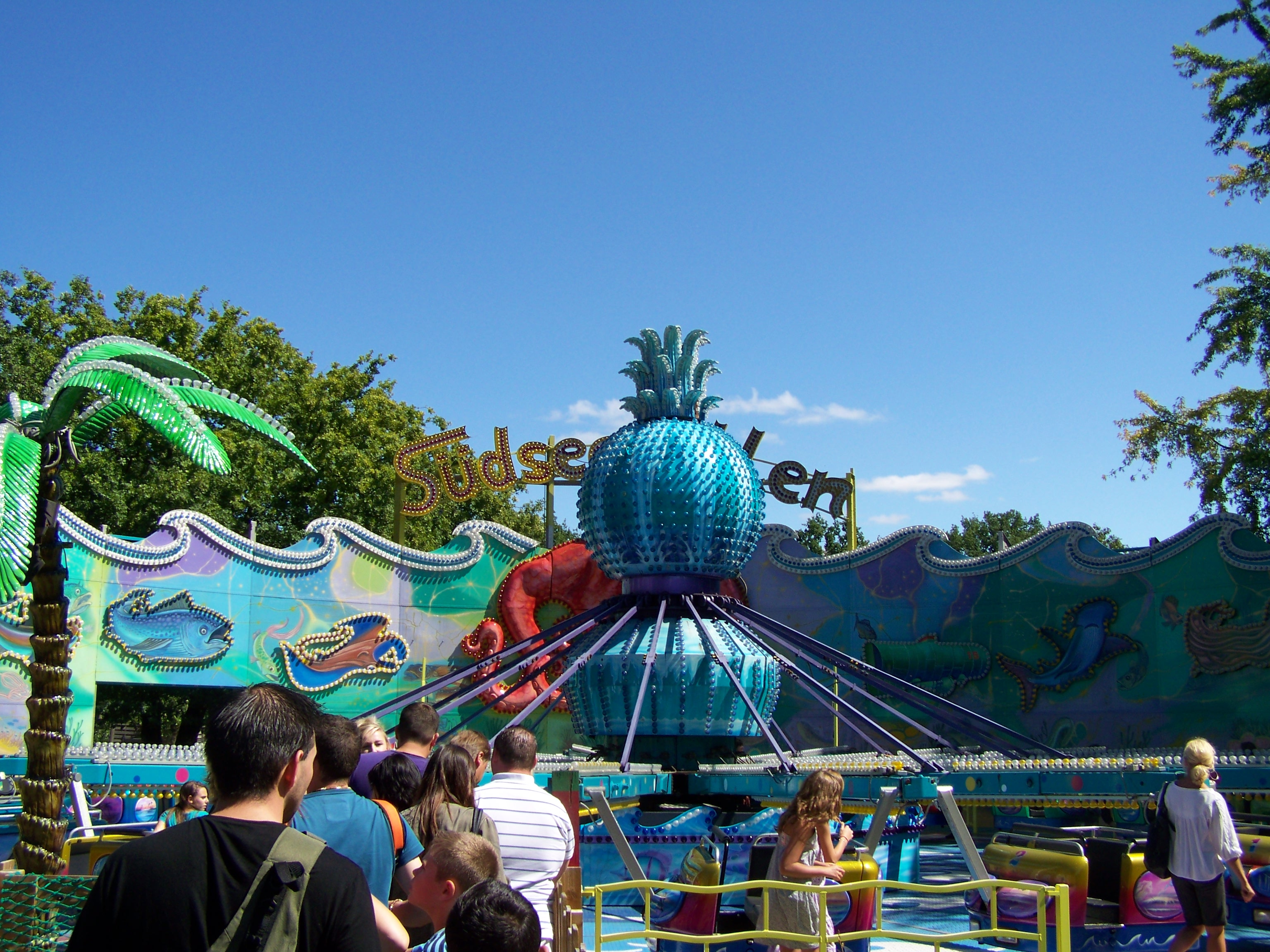
Südseewellen
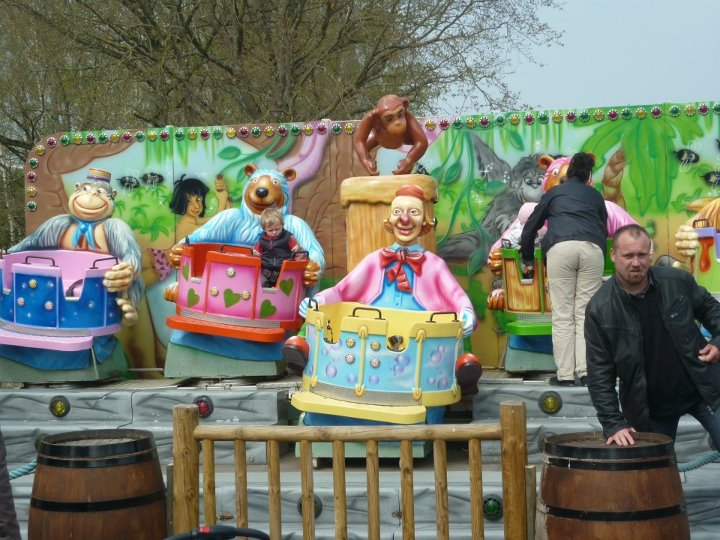
TamTam
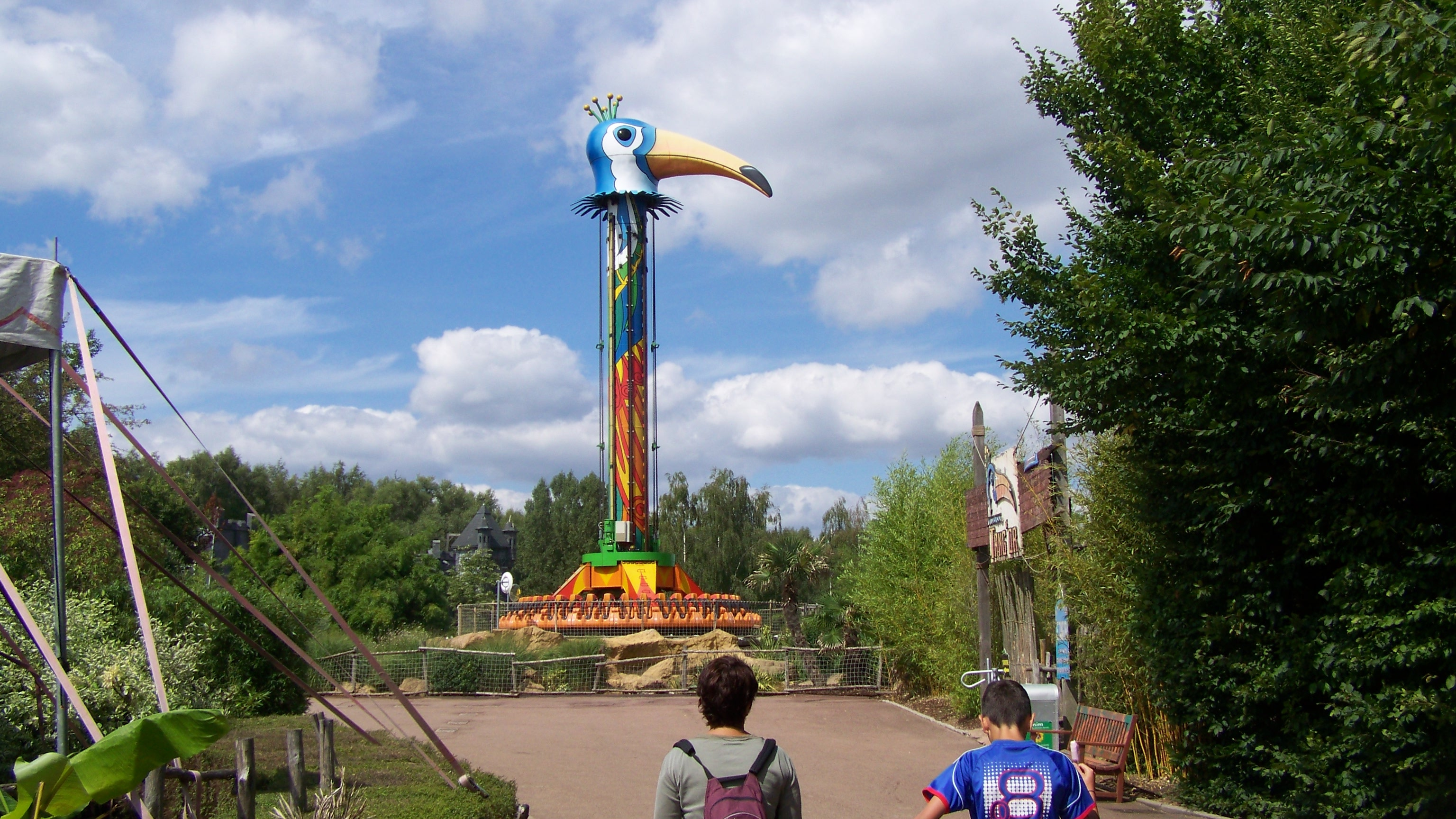
Tang'Or
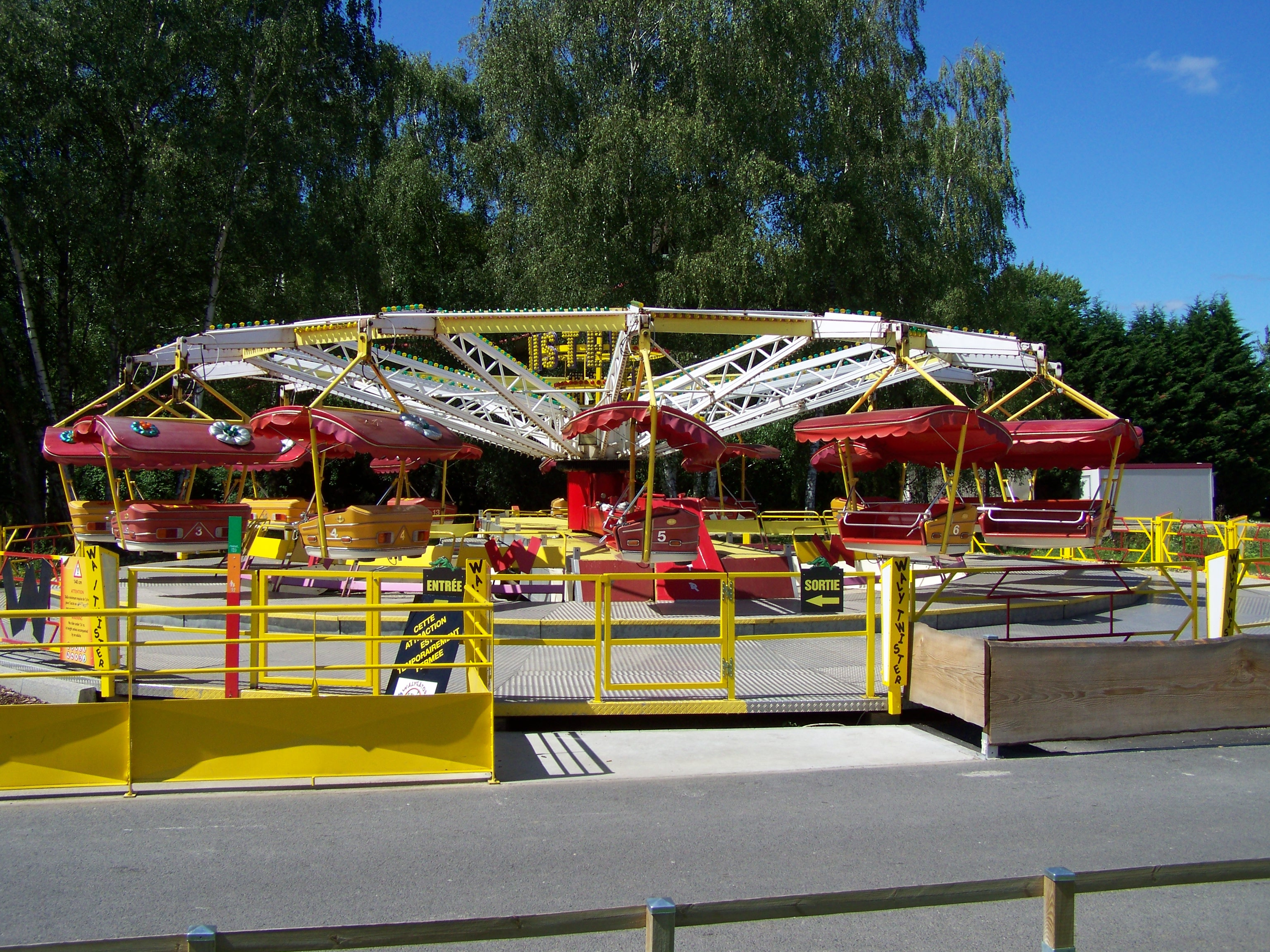
Waly-Twister

### Les spectacles
| Nom                         | Type                                                     | Lieu             | Année       |
| --------------------------- | -------------------------------------------------------- | ---------------- | ----------- |
| Waly Dance                  | Chorégraphie avec Waly                                   | Scène du Mistral | depuis 2016 |
| Waly Dance Academy          | Chorégraphie avec Waly et l'équipe d'animation           | Castelet         | depuis 2024 |
| Chante avec Waly            | Karaoké                                                  | Scène du Mistral | 2013 - 2015 |
| Pirate Bay : La Revanche    |                                                          | Amphitéâtre      | 2025        |
| Pirate Bay : le Duel        |                                                          | Amphitéâtre      | 2024        |
| Imagine by Tim Silver       | Humour et acrobatie, mis en scène par Tim Silver         | Ciné Magic       | 2022        |
| Défis by Tim Silver         | Humour et acrobatie, mis en scène par Tim Silver         | Ciné Magic       | 2021        |
| Crazy Show                  | Humour et acrobatie, créé et mis en scène par Tim Silver | Ciné Magic       | 2019        |
| Origine par Tim Silver      | Spectacle de magie par Tim Silver                        | Ciné Magic       | 2018        |
| Illusion show by Tim Silver | Nouvelle version du spectacle proposé en 2016            | Ciné Magic       | 2017        |
| Illusion show by Tim Silver | Spectacle de magie par Tim Silver                        | Ciné Magic       | 2016        |

#### Les salles de spectacles

##### En service
Xanadu puis Ciné Magic : salle de cinéma Showscan. Elle propose 680 places assises et s'étend sur 1 200 m2. Défis by Tim Silver, précédemment Crazy Show, est un spectacle créé et mis en scène par Tim Silver alliant humour et acrobatie. De 2016 à 2018, Tim Silver y présente des spectacles de magie qu'il met en scène. Ils sont nommés Tim Silver dynamic & magic, puis Tim Silver - Illusion Show. De 2010 à 2013, usitée comme de salle de spectacle pour la magie et de ventriloquie en 2013.

##### Anciennes zones de spectacle
- Amphithéâtre : un spectacle de plongeons de haut vol s'y déroule dès 2001 : Les plongeurs de l’extrême. La scène était composée de 2001 à 2012 d'une piscine de 8 mètres de diamètre sur 2,70 mètres de profondeur, de trois plongeoirs et d'un mat de saut de 25 mètres. En 2013, scène du X-trem show, spectacle de jet skis sur James Bond. Sokol Show crée un nouveau spectacle de plongeons les plongeurs fous en 2014. The Hotel est un spectacle burlesque d'humour mêlant les arts du cirque tenu en 2016.
- Il Téatro : une ancienne salle de spectacle de marionnettes géantes (La Nuit des géants) jusqu'en 1991. Elle propose alors 1 500 places assises et s'étend sur 2 800 m2. Elle sert aujourd’hui d'entrepôt de stockage.
- Le Castelet, puis Théâtre de marionnettes : un théâtre pour enfants, les gradins reprennent la forme d'un amphithéâtre. Un spectacle sur Waly et ses amis y était joué.
- Le Cirque : le chapiteau de la famille Biasini servit de salle de spectacle de 2009 à 2012, puis une petite partie est alors utilisée pour couvrir le Mascotte Show.
- Mascotte Show : spectacle de mascottes appelé Waly Show. Il est remplacé par l'accro-game.
- Métamorphose : salle de spectacle mixte, qui accueille concerts et spectacles avec 1 500 places assises. Sous Big Bang Schtroumpf, y est présenté Le Tunnel du Temps créé et mis en scène par Rémy Julienne. Il s'agit d'un spectacle de cascades avec motos et écrans accompagné par un animatronique géant fabriqué par Sequoia Creative, l'entreprise ayant construit celui de King Kong dans King Kong Encounter (en) des Universal Studios Hollywood[15],[16],[17],[18]. En 1992 et 1993, Fantasia on Ice est un spectacle sur glace. Des patineurs américains de Holiday on Ice accompagnent en alternance neuf ours blancs russes du cirque de Moscou[19]. En septembre 2003, il y eut un incendie lors d'une représentation du Trésor du pharaon (joué en 2002 et 2003). Ce spectacle de cascades est remanié pour devenir Indiana Vert en 2007 et Western Show en 2008 et 2009. Elle servit aussi aux fontaines symphoniques de 2008 à 2011. L’automates show prend place dans sa façade en 2013.

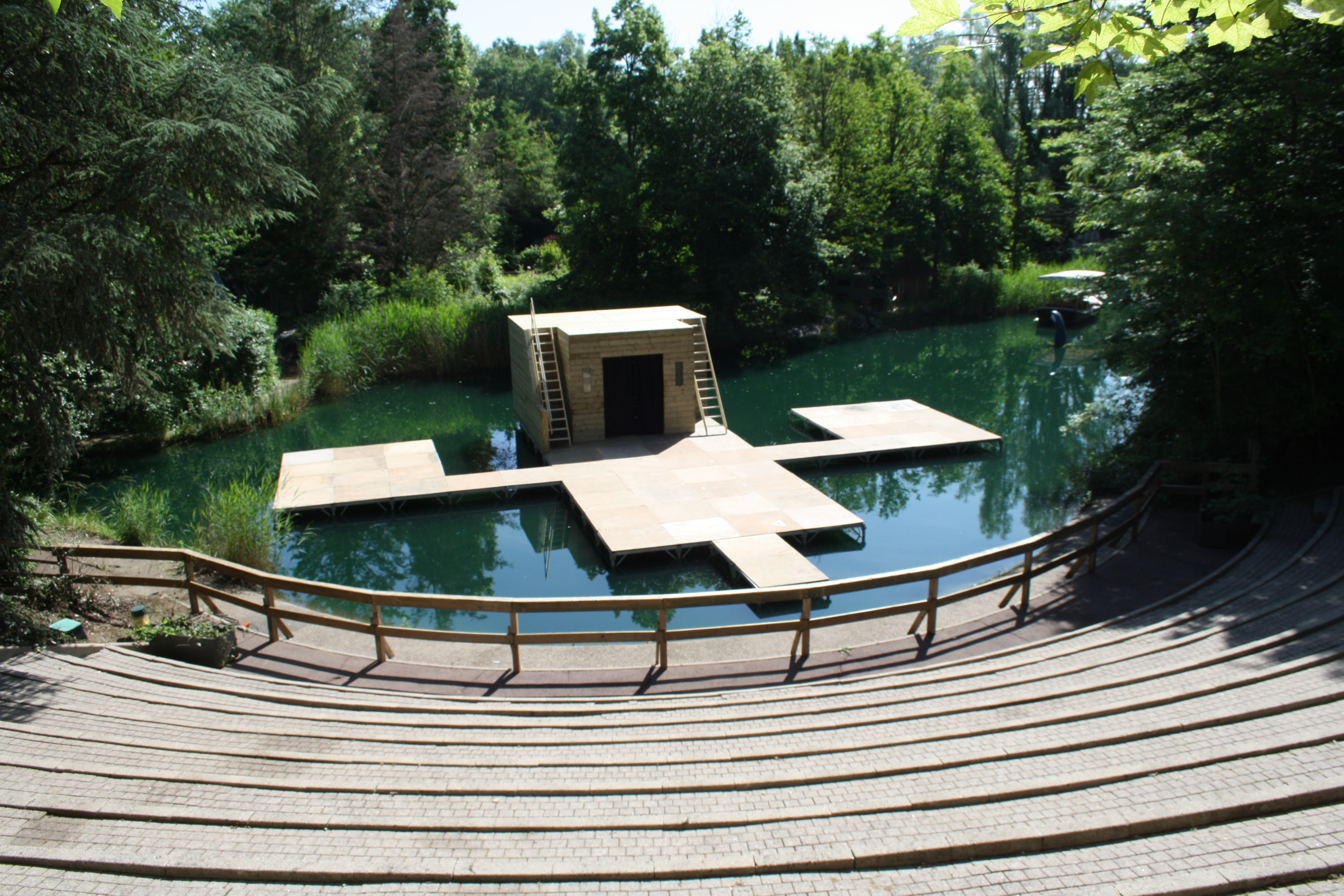
Amphithéâtre en 2024
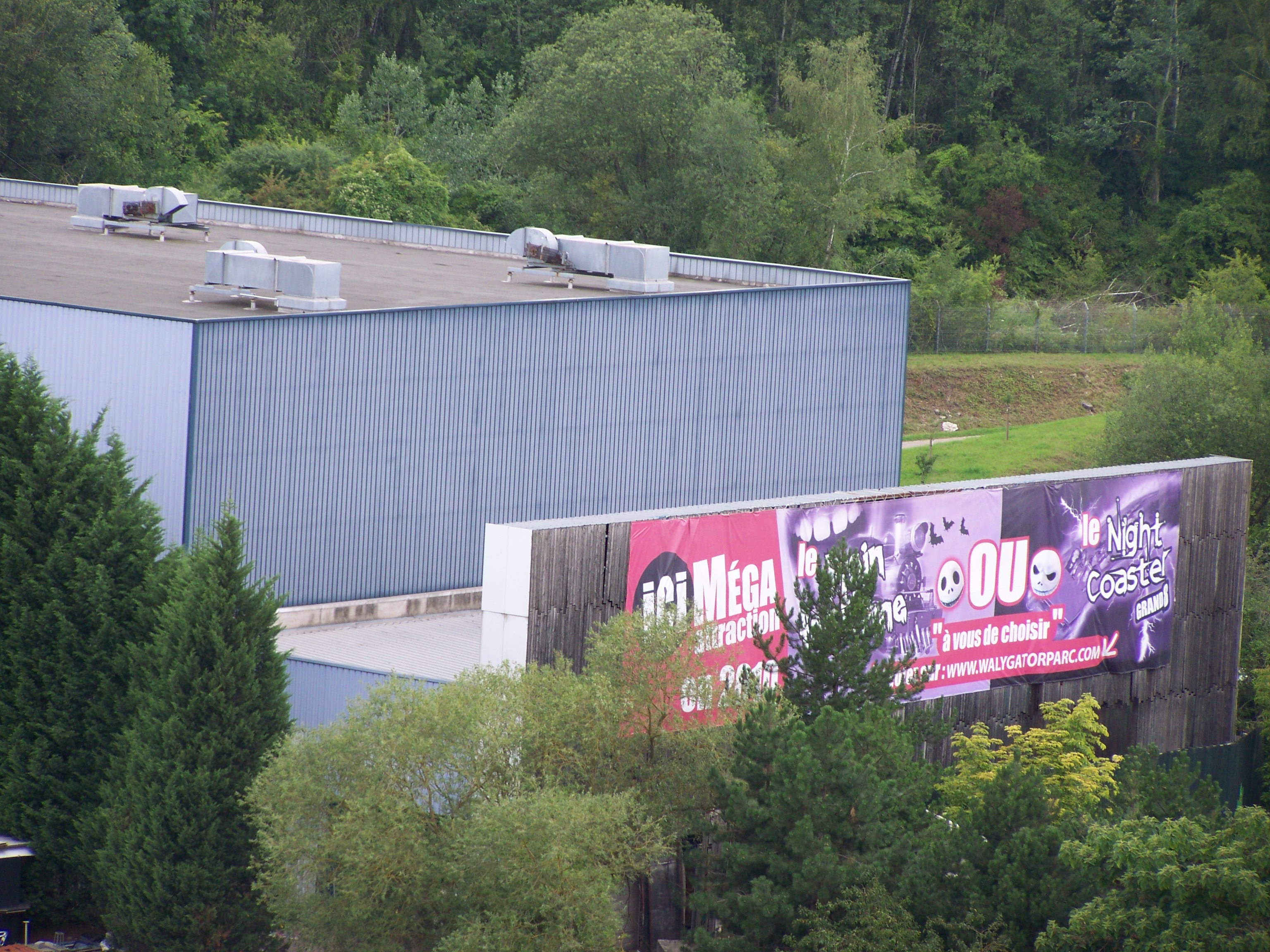
Il Téatro en 2011
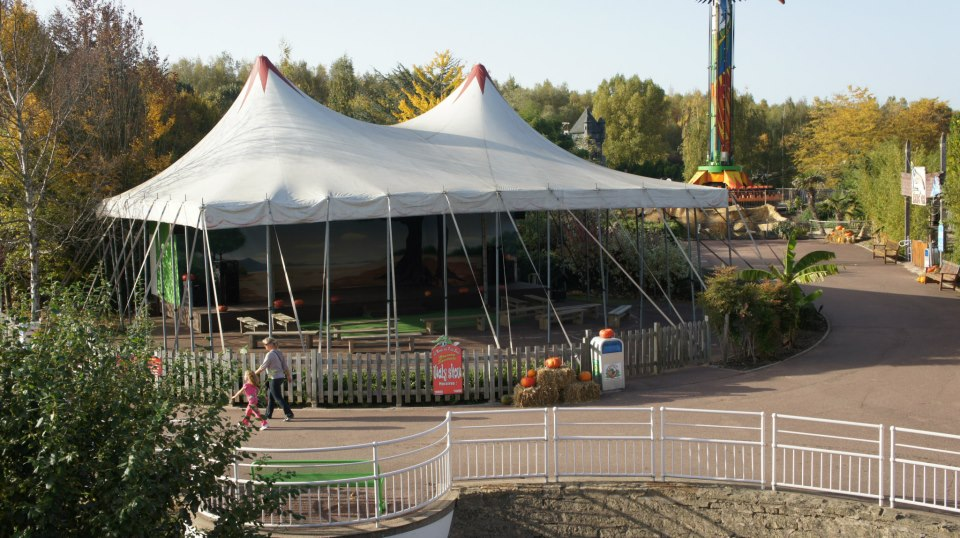
Mascotte Show en 2010
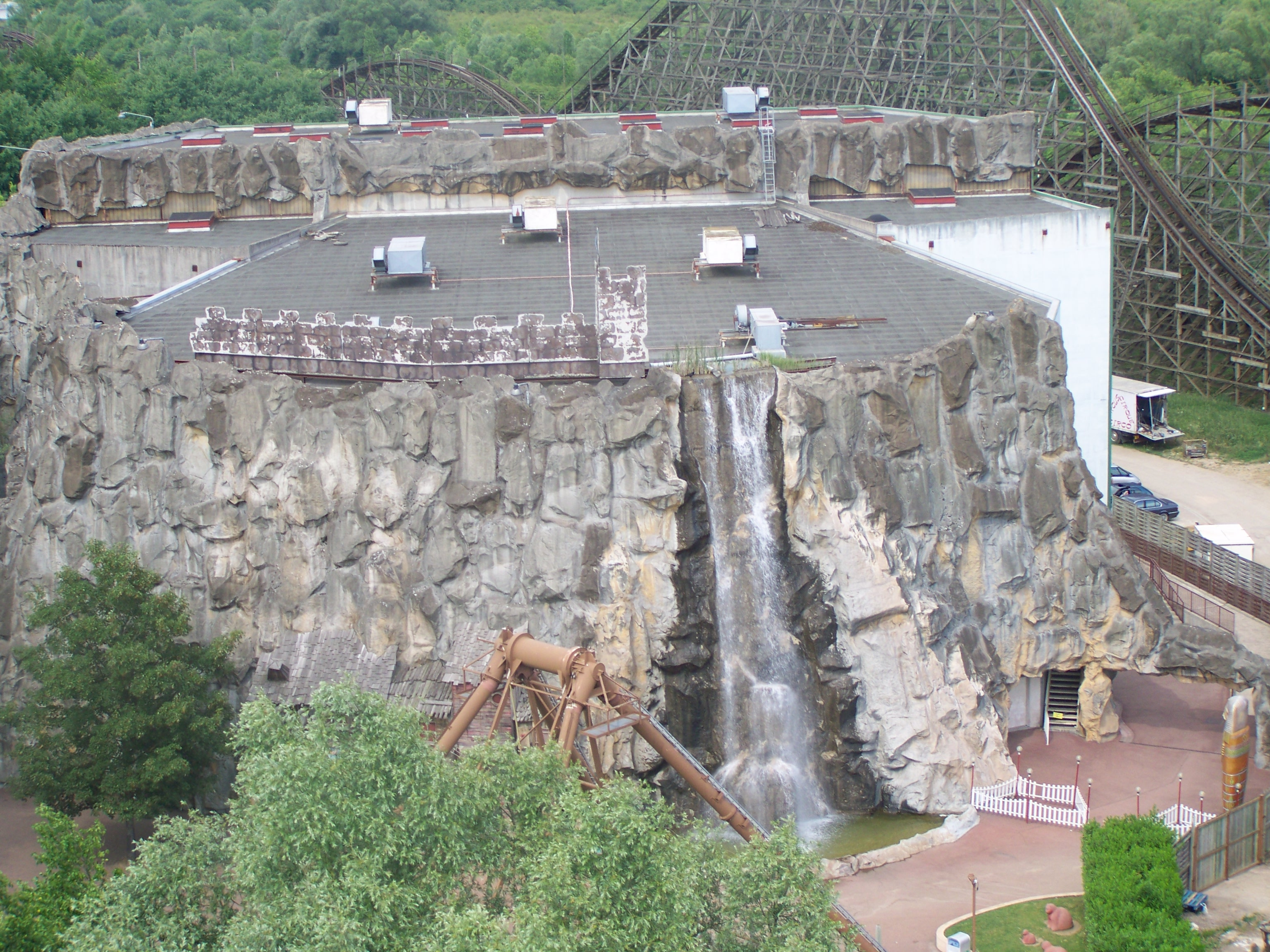
Métamorphose
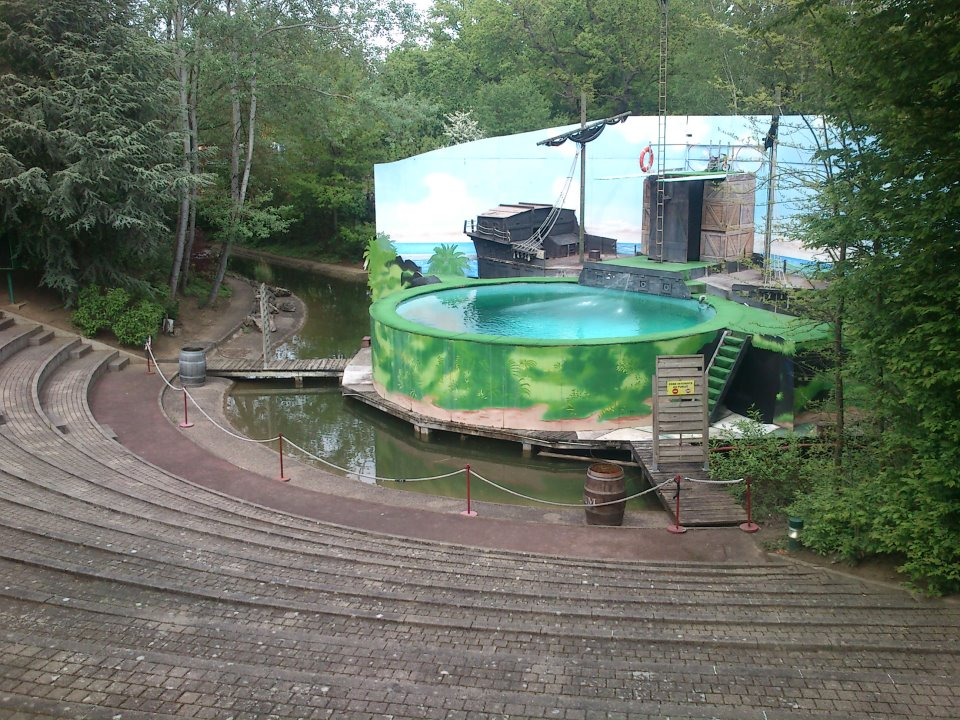
Amphithéâtre en 2012

## Événements
Le parc organise des événements pour Halloween et les fêtes de fin d'années

### Walloween

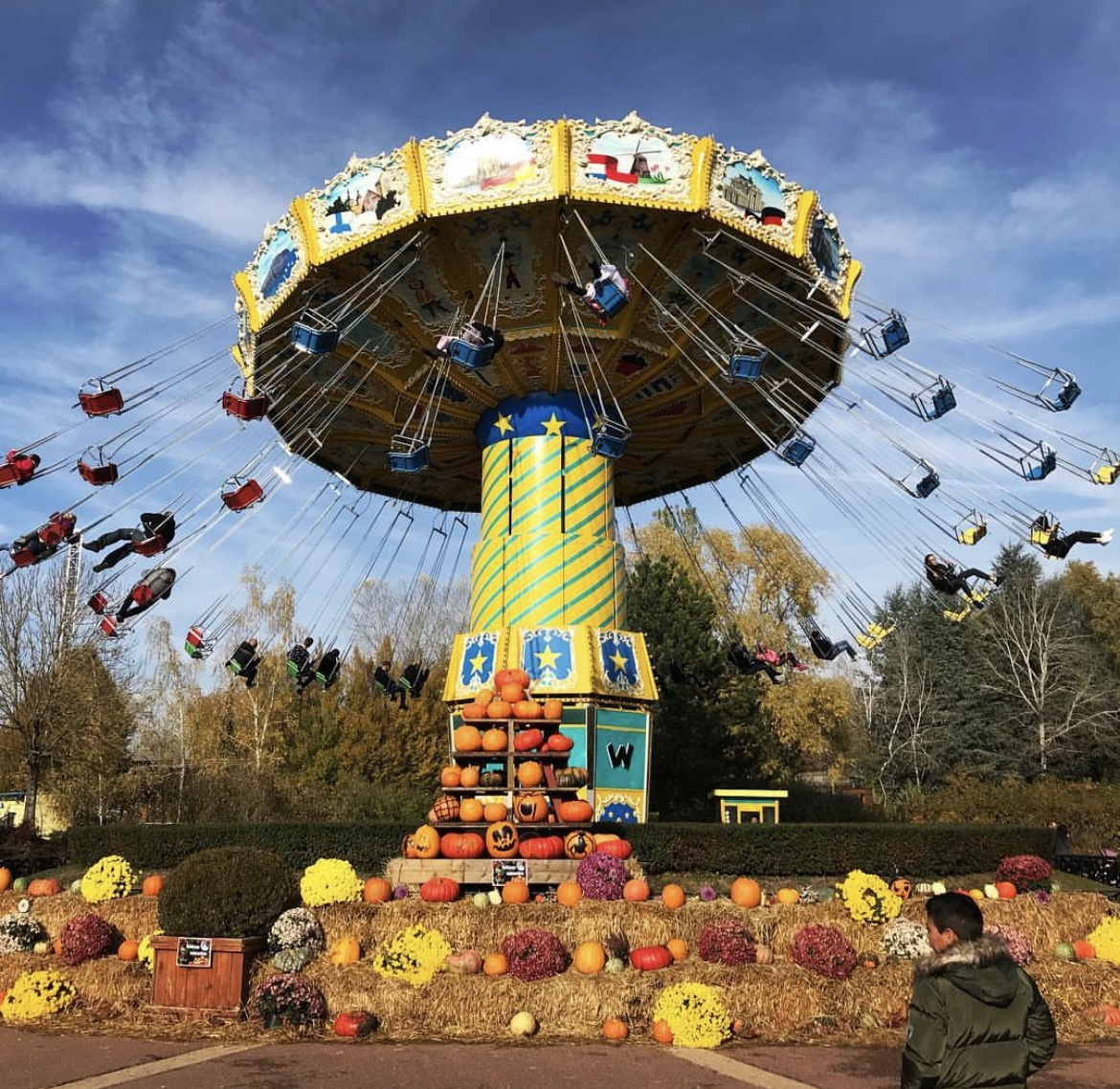
L'attraction Mistral avec des décors durant Walloween.

## Anecdotes
Le parc proposait le thème du monde des Schtroumpfs, jusqu'en 2002, c'était le seul parc au monde à avoir cette thématique avec l'« Unique Village Schtroumpf au Monde » (devenu « Unique Village Schtroumpf en Europe » car les parcs de la Kings Entertainment Company ont eu des quartiers et des attractions schtroumpfs,).
Lors du passage de Walibi Lorraine à Walygator Parc en 2007, la CDA, propriétaire de la marque Walibi, avait porté plainte contre le parc trouvant le nom copié du nom Walibi (le diminutif Wali/Waly étant commun). La CDA est déboutée et l'affaire en reste là.
Les frères Le Douarin, les anciens propriétaires du parc, ont présenté le 14 mai 2009 leur projet Walywood qui consistait en la création en 2015 d’une zone de loisirs et de tourisme de 48 hectares dans le prolongement du parc. Toutefois, depuis cette date, il n'y a plus eu la moindre information et le projet fut écarté à la suite du rachat du site de loisirs en 2013.
Les montagnes russes Anaconda étaient les premières et uniques montagnes russes en bois de France avant la construction du Tonnerre de Zeus au parc Astérix en 1997. Elles étaient également les montagnes russes les plus longues d'Europe jusqu'à cette date. Anaconda étaient également les montagnes russes en bois les plus hautes et les plus rapides d'Europe,, jusqu'en 2001 lorsqu'elles furent détrônées par Colossos de Heide Park en Allemagne.
Les montagnes russes Comet étaient les plus compactes d'Europe à leur ouverture,.
L'attraction Sismic Panic fut l'unique exemplaire au monde. Il fut construit par une société de levage hydraulique dans les plateformes offshore,.